# 松岡禎丞
松岡 禎丞（まつおか よしつぐ、1986年9月17日 - ）は、日本の男性声優、ラジオパーソナリティ。アイムエンタープライズ所属。北海道帯広市出身。ギネス世界記録保持者。

## 来歴

### 生い立ち
1986年9月17日、北海道帯広市に生まれる。小学校2年生の時に帯広市から北海道十勝にある中川郡池田町に引っ越し、そこから高校卒業まで池田町で育つ。
15歳のころ、友人の勧めで観たアニメ『新世紀エヴァンゲリオン』の渚カヲルとゲーム『テイルズ オブ エターニア』のリッド・ハーシェルの演じ分けをする石田彰に「石田彰さんって何人もいるのか？」と思う程の衝撃を受けて声優という職業に興味を持ったという。
高校3年の秋まで自動車整備士を志しており、自動車整備士を目指しつつ、道内の声優学校を捜すも「東京に出ないと厳しい」との助言を受け上京。代々木アニメーション学院へ新聞奨学生をしながら通い卒業、それと同時に日本ナレーション演技研究所に入所。2009年のオーディションによりアイムエンタープライズ所属となった。

### キャリア
同年、『東のエデン』のAKX20000役でデビュー。
2011年、『神様のメモ帳』の藤島鳴海役で初主演を果たし、同年度第6回声優アワード新人男優賞受賞。
2012年、『ソードアート・オンライン』のキリト役で知名度を上げる。
2014年10月24日、テレビアニメ『ダンジョンに出会いを求めるのは間違っているだろうか』のアニメ化が公表される際に、『特別生配信！松岡禎丞 主演新作アニメ発表会！』と称した特番が組まれ、アニメのタイトルより先に主演声優が告知されるという異例の対応が取られた。
2015年3月21日、第1回アニラジアワードにて、茅野愛衣とパーソナリティを務めた『ノーラジオ・ノーライフ ゲーマー兄弟がラジオをするそうです。』が「RADIO OF THE YEAR 最優秀ラジオ大賞」と「BEST RETURN HOPE RADIO 復活希望ラジオ賞」を受賞した。
2016年3月12日、第10回声優アワードで主演男優賞を受賞。
2018年4月16日、自身初の冠オリジナルラジオ番組『松岡ハンバーグ』がインターネットラジオステーション音泉の音泉プレミアムサポーターで配信開始。
2019年6月17日、YouTube配信「ダンまちFES2019〜TVアニメダンまちIIとダンメモ2周年がいっしょにイベントをするのは間違っているのだろうかスペシャル〜公開生放送!!」にて、自身が出演するゲームアプリ『ダンジョンに出会いを求めるのは間違っているだろうか 〜メモリア・フレーゼ〜』に提供した、通常のTVアニメ2クール分の全ての台詞数に相当する「1万175 ワード」が、「一人の声優によりモバイルゲームに提供されたセリフの最多数」として2019年6月3日にギネス世界記録に認定された。
2020年10月11日、『劇場版 鬼滅の刃 無限列車編』の全国公開記念として、東京スカイツリーが作品をイメージする「炎（ほむら）色」にライトアップされる点灯イベントに鬼頭明里、下野紘、花江夏樹、LiSAとともに出席。劇場版の魅力やアフレコ時の心境などを語った。
2021年10月2日、『劇場版 ソードアート・オンライン -プログレッシブ- 星なき夜のアリア』と読売ジャイアンツのコラボ企画として、安元洋貴らとともにジャイアンツ戦に出演し、始球式のピッチャーを担当した。松岡はその後も試合中にコラボ企画でキャップシャッフルゲームや、安元との場内アナウンスを行い、会場を盛り上げた。
2022年11月6日の12：00、『ソードアート・オンライン』の作中の正式サービスが開始した正午に合わせて開催された「ソードアート・オンライン -フルダイブ-」に出演。2022年12月29日の22：00にはSAO作中のダンジョン内で待ち合わせしていた日時になぞらえて、敵役である逢坂良太と共に“待ち合わせ舞台挨拶”に出演し、作品の同日・同時刻に合わせたイベントに参加している。
2023年2月3日、『ワールドツアー上映「鬼滅の刃」上弦集結、そして刀鍛冶の里へ』の公開記念にあわせ、浅草寺で行われる節分会（せつぶんえ）にサプライズ登場し、他キャストとともに観客に向けて豆まきを行った。

## 人物
「松岡禎丞」は本名であり、命名した祖父によると「禎丞」の意味は「天に仕える者」だという。難読漢字であるためホテルの予約など電話越しで漢字を説明する際、「礻（しめすへん）に貞子の貞」「蒸の字から上（艹）と下（灬）を取ってください」と説明しているという。
尊敬する先輩は松風雅也で、テレビアニメ『神様のメモ帳』で共演した際に、「お前の演技は誰でもできる」と苦言を呈されたが、その後の収録現場で松岡なりに全力の演技をし、認められたというエピソードがある
。島﨑信長とは親友であり、彼の結婚の際の保証人にもなっている。また、柿原徹也と親しくテレビアニメ『弱虫ペダル』で共演した際に一緒にロードバイクを買いに行ったこともある。前野智昭とは共演やラジオをきっかけにお互いに智さん、禎丞と呼び合っている。前野は松岡のことを「業界でも弟のように思ってる」と語っている。
仲のいい声優として内田雄馬、斉藤壮馬、杉田智和などを挙げている。
趣味・スポーツは歌唱、創作料理、スノーボード、ジョギング、散歩。甘いものが苦手であるといい、反対に「胃がぶち壊れるくらい辛いものが好き」と語るほどの辛いもの好きである。好きな食べ物はハンバーグ。好きな色は青。4人兄妹の長男。UVERworldのファン。
アフレコ現場では炭酸飲料を愛飲しており、後輩の天﨑滉平は「禎丞さんの真似をして現場に必ず炭酸水を持っていっている」と話している。
学生時代に『イニシャルD』を見たことがきっかけで自動車が好きになり高校3年生の秋ぐらいまで自動車整備士を目指しており、今でも自動車のパーツを見るのが好きでエンジン部品であるクランクシャフトで飯が食えると豪語している。また、ゲーム『グランツーリスモシリーズ』を25年以上プレイしているヘビーユーザーであり、2023年公開の映画『グランツーリスモ』では主人公ヤン・マーデンボロー役のアーチー・マデクウィの日本語吹き替えを担当している。
前述の通り大の車好きであるが自動車免許を所持しておらず、石田彰から「（それだけ好きなのに）何で免許取らないのか」と聞かれた際に、「2019年あたりに声優業と平行して免許センターに通いに行き順調に試験が進んで行ったが、仕事の方も順調に決まってしまったためスケジュールが取れずそのまま飛んでしまった」と語っている。
誰かと会ったり一緒にご飯を食べる時間など、他の人との時間を大事にすることを心がけている。
幼少期はあまりテレビを見ていなかったため、特撮番組を見ていなかったが、声優になってからは周囲で『仮面ライダーW』や『仮面ライダーオーズ/OOO』などが流行っていたため、特撮好きの先輩の家で見たり、友人と仮面ライダーの映画を見に行っていたという。
トークが苦手（本人談）であり、後輩である榎木淳弥に飲み会で演技について質問され自分なりに説明するも、榎木から「（お酒が入っていた事もあり）1ミリも話が入ってこなかった」と言われるなど話術については残念な評価を受けてはいるが、その人柄から多くの後輩声優に慕われており、ラジオで共演した楠木ともりは自身が10代の頃にアーティストデビューをするべきか声優一本に絞るべきか悩んでいることを松岡に相談した際に松岡に背中を押されたことがアーティストデビューのきっかけであると語っている。

## 演技・エピソード
役幅が広く、ナイーブな少年やダミ声の悪役まで多岐にわたるキャラクターを演じられる声帯と高い演技力を兼ね備えているため「七色の声を持つ声優」と形容されており、憑依型声優やカメレオン声優と評されている。
アフレコ収録の際に自身の耳に手をあてて芝居をすることについて、「自分の声をよく聴くため」「芝居の際にセリフの語尾が切れて聴こえなくなる場合があるが、耳に手をあてて芝居をすると気にならなくなる」といい「逆に叫ぶお芝居をする際には耳に手はあてず、体勢を整えて声を出すようにしている」と語っている。
喉を酷使する役柄も多く、テレビアニメ『デビルズライン』で主役を務めた松岡は人と鬼のハーフであるキャラクターを演じる際に、喉を絞った発声をするせいでアフレコ中に咳き込んでいたといい、共演した先輩声優の木村良平からは、「声優にとって喉は商売道具であり消耗品であるため、そこまで掛けて演じるこの役者は凄いなあ。」と言われている。
ラジオで共演した加隈亜衣は、ヘッドホン越しで松岡の第一声を聴いた瞬間に松岡の声に驚いたといい、「めっちゃ良い声すぎてビックリしました」と述べている。
テレビアニメ『BLEACH 千年血戦篇』で松岡が演じたエス・ノトについて、制作サイドはオーディションで声に加工を入れずに生の声で異質さと不気味さを出せる声優を求めていたといい、朽木白哉役の置鮎龍太郎、黒崎一護役の森田成一からはその絶妙に気持ち悪い声に対して「どうやって発声しているのか解らない。まさに怪演。」と評されている。
テレビアニメ『ジョジョの奇妙な冒険』でディオ・ブランドーの取り巻き（役名 : 少年A）役を担当し、「さすがディオ!おれたちにできない事を平然とやってのけるッ そこにシビれる！あこがれるゥ！」というセリフを収録する際に音響監督の岩浪美和から「この台詞ちゃんと言えないとファンに恨まれるよ」と釘を刺され、何度もリテイクを重ねたという。
テレビアニメ『鬼滅の刃』の嘴平伊之助を演じていた際、伊之助が頚椎を握りつぶされるシーンで過呼吸になるまで息を吸わずに芝居をしていたため（アフレコ中は音がたてられないのでシーンが終わるまで息が吸えず）、死にそうになっていたと花江夏樹から語られている。
自身の声のモノマネをする声優はあまり聞いたことがないと語っているが、『ノーゲーム・ノーライフ』や『さくら荘のペットな彼女』などのアニメ作品で見られる松岡の独特なツッコミ（語尾のイントネーションが上がるセリフ回し）について、とある新人の声優がアフレコ現場で似たような演技をした結果、音響監督から「松岡さんのマネしないでくれる？」と一喝されてしまったというエピソードがある。なお、後輩である鈴木崚汰が声優モノマネの企画でテレビアニメ『鬼滅の刃』で松岡が演じる嘴平伊之助のモノマネを披露しており、杉田智和から「松岡のマネを出来る人はなかなかいない」と言われている。

## 評価
代表作であるテレビアニメ『ソードアート・オンライン』でキリト役のオーディションの際、監督の伊藤智彦は松岡のナイーブな第一声を聞いて「こいつかもな」という直感があった。原作者の川原礫は、SAO第1話ラストで梶浦由記作曲の劇伴「swordland」が流れる中、草原を駆け抜けるキリトが出した咆哮について、「演技を超えたものがこもっていた」と絶賛している。
ドラマCD『背中合わせの恋』の原作者である鈴藤みわは、松岡の演じる文人の声は「どこか壊れやすそうな、儚い印象」と評している。
OVA『Hybrid Child』で共演した小野友樹は松岡の繊細な演技と一言話すだけで「何その綺麗な感情」というような不思議な響き方をするナレーションがとても魅力的であると語っている。
テレビアニメ『星合の空』の監督である赤根和樹は、キャスティングはテープオーディションで名前を見ずに選んでいったが、雨野樹役の松岡だけは前の作品で起用した際に「うまいなあ」と思って、決め打ちした。
OVA『エロマンガ先生』の原作者である伏見つかさは、風邪を引いたシーンの収録時、「本当に重病人になったかのような迫真の演技で、収録スタジオの全員が驚いていました」と言っている。
テレビアニメ『食戟のソーマ』の原作者である 附田祐斗は、オーディションの時から創真の声は松岡の「柳の木のようにしなやかな声」がピッタリだと思っていたという。後日創真役が決まった時は「やっぱりみんな同じイメージだったんだ」と思ったとのこと。
ニッポン放送のアナウンサー吉田尚記は、性格は「超がつくほどの天然」だといい、「演技も天然でハマってしまう」「愛されキャラの代表格」と評している。
テレビアニメ『ド級編隊エグゼロス』にて主題歌を担当したBURNOUT SYNDROMESのボーカル・熊井和海は、松岡の声について「ストラディバリウス」と形容しており、曲制作にあたり松岡の声を歌に入れるのはどうかとアニプレックスに提案し、松岡へ参加のオファーを行いオープニング曲「Wake Up H×ERO！ feat.炎城烈人（CV：松岡禎丞）」が作曲された。
漫画『ブルーピリオド』の原作者である山口つばさはブルーピリオド第14巻発売記念PVで、村井八雲のキャラボイスを松岡にオファーし、PV音声だけで自分が気づけなかった八雲の一面を見せていただいたと発言している。
テレビアニメ『Re:ゼロから始める異世界生活』でプロデューサーを務めた田中翔は、ペテルギウス・ロマネコンティの特異なキャラクター像に対して、キャスティングを考えた際に松岡なら芝居がハマると思いオファーを出し、おかげで1期のラスボスに相応しいキャラクターになったと語っている。
ロールプレイングゲーム『ファイナルファンタジーシリーズ』でプロデューサー兼ディレクターを務める吉田直樹は、松岡が配信で「FF14に出たい」と言っているのをチーム全員で見ており、「松岡さん出たいって言ってくれてるぞ！」と張り切った結果、『ファイナルファンタジーXIV』version6.0にてヘルメス、アモンというとびきり難しい役をお願いしたといい、実際に松岡の演技を聞いた際には「人格の切り替えでキャラが乗り移っていく芝居に鳥肌が立った」と語っている。
テレビアニメ『鬼滅の刃』で共演した鬼頭明里は、作中で喉を負傷したシーンを演じる松岡の声が「本当に喉を潰してしまったかのような声」で凄かったといい、家で自身でも真似してみたが全く出来なかったと語っている。
アニメ『TRIGUN STAMPEDE』の監督である武藤健司は、リメイクするにあたり主人公ヴァッシュ・ザ・スタンピードのキャラがうまく掴めず悩んでいた時に、アフレコで松岡の第一声を聞いた瞬間にその声の説得力・納得力に「救われた気がした」「松岡さん本人が思っている以上に自分の中でなにかが広がった」といい、ヴァッシュというキャラがすごく描きやすくなったと語っている。
オリジナルアニメーション『リコリス・リコイル』で共演した安済知佳は、松岡の演じる敵役・真島の初登場シーンの一言目がアドリブであったことについて、「まだ固まってない状態での第一声で、こういうキャラなんだろうな…と思わせるアドリブに感動した」「松岡さんの笑いのお芝居を聞いた瞬間に「最高だな！」と思わず台本を引っ張り出してきて、どんなト書きだったんだろうって見返してしまった」という。
松岡のファンを公言してる芸能人に乃木坂46五期生の井上和や、俳優の志田未来などがおり、志田は好きなアニメ作品に『ノーゲーム・ノーライフ』を挙げる理由について「松岡禎丞さんの良さが全て詰まった作品だから」と語っている。

## 出演
太字はメインキャラクター。

### テレビアニメ
2009年
- 東のエデン（AKX20000）

2010年
- 裏切りは僕の名前を知っている（メンズA）
- オオカミさんと七人の仲間たち（犬塚、親衛隊C、野球部、生徒A）
- 俺の妹がこんなに可愛いわけがない（2010年 - 2013年、男子生徒、真壁楓、オタクC） - 2シリーズ
- のだめカンタービレ フィナーレ（ヴァイオリン3）
- バトルスピリッツ ブレイヴ（2010年 - 2011年、ルガイン、オペレーター1、男）
- 迷い猫オーバーラン!（生徒3）
- メタルファイト ベイブレード 爆（ブレーダーA）

2011年
- THE IDOLM@STER（御手洗翔太）
- あの日見た花の名前を僕達はまだ知らない。（男子生徒、男子A、学生、テレビの音声 他）
- 神様のメモ帳（藤島鳴海）
- 灼眼のシャナIII -Final-（『姿影の派し手』フランソワ・オーリック）
- ジュエルペット てぃんくる☆（アルファ）
- セイクリッドセブン（藤村）
- 聖痕のクェイサーII（レオン・マックス・ミュラー）
- そふてにっ（門下生B）
- 花咲くいろは（桜井霧人）
- 緋弾のアリア（男子生徒A）
- ベン・トー（狼F、男子学生）
- 放浪息子（瀬谷理久）
- マイの魔法と家庭の日（立海光）
- 魔乳秘剣帖（若い胸幸）
- 魔法少女まどか☆マギカ（中沢）
- 夢喰いメリー（リーダー猫、生徒A）
- ロウきゅーぶ!（2011年 - 2013年、上原一成） - 2シリーズ

2012年
- うぽって!!（コーヘイD）
- AKB0048（青年）
- カンピオーネ! 〜まつろわぬ神々と神殺しの魔王〜（草薙護堂）
- 機動戦士ガンダムAGE（不良、男子生徒）
- 恋と選挙とチョコレート（夜雲のSP1）
- さくら荘のペットな彼女（神田空太）
- ジョジョの奇妙な冒険（少年A）
- SKET DANCE（真司〈イメージ〉）
- ソードアート・オンライン（2012年 - 2020年、キリト / 桐ヶ谷和人） - 5シリーズ + 特別編
- TARI TARI（宮本誠、男生徒）
- 探偵オペラ ミルキィホームズ 第2幕（安部くん）
- ちび☆デビ!（高山樹）
- 超速変形ジャイロゼッター（2012年 - 2013年、速水俊介）
- デュエル・マスターズ ビクトリーV（ジョウ太郎）
- To LOVEる -とらぶる- ダークネス（2012年 - 2015年、男子生徒達〈中島〉） - 2シリーズ
- ハイスクールD×D（2012年 - 2015年、フリード・セルゼン、回想：被験者、被験者の魂A、被験者の魂B） - 3シリーズ
- バクマン。（『シンジツの教室』主人公〈高橋〉）
- バトルスピリッツ 覇王（コル、生徒2）
- ブラック★ロックシューター（滑地タク）
- モーレツ宇宙海賊（三代目）
- めだかボックス（オーケストラ部部長）
- 輪廻のラグランジェ（ダノン・シ・アレイ） - 2シリーズ

2013年
- アラタカンガタリ〜革神語〜（アラタ）
- 俺の彼女と幼なじみが修羅場すぎる（観客B）
- 翠星のガルガンティア（艦隊通信）
- ダイヤのA（2013年 - 2020年、金丸信二、黒土館 庄司） - 3シリーズ
- てーきゅう（2013年 - 2017年、野球部員） - 2シリーズ
- とある科学の超電磁砲S（不良）
- 凪のあすから（狭山旬）
- ファンタジスタドール（吉良一成）
- 魔界王子 devils and realist（シトリー・カートライト）
- マギ The kingdom of magic（ティトス・アレキウス）
- 弱虫ペダル（2013年 - 2023年、青八木一） - 5シリーズ
- 恋愛ラボ（池澤雅臣）

2014年
- アオハライド（菊池冬馬）
- アカメが斬る!（ラバック）
- M3〜ソノ黒キ鋼〜（鷺沼アカシ）
- オオカミ少女と黒王子（神谷望）
- ガイストクラッシャー（黒曜イズナ）
- SHIROBAKO（落合達也）
- ストライク・ザ・ブラッド（キラ・レーデベデフ・ヴォルティズロワ）
- 精霊使いの剣舞（ジオ・インザーギ）
- トリニティセブン（春日アラタ）
- デンキ街の本屋さん（カントク）
- ノーゲーム・ノーライフ（空、ルーオオシ蛾）
- ノブナガ・ザ・フール（マゼラン）
- バディ・コンプレックス（渡瀬青葉） - 1シリーズ + 特別編
- ブレイドアンドソウル（ショウ）
- 魔法科高校の劣等生（2014年 - 2024年、一条将輝） - 2シリーズ
- マンガ家さんとアシスタントさんと（愛徒勇気）

2015年
- 青春×機関銃（雪村透）
- アブソリュート・デュオ（九重透流）
- 空戦魔導士候補生の教官（カナタ・エイジ）
- 冴えない彼女の育てかた（2015年 - 2017年、安芸倫也） - 2シリーズ
- 銃皇無尽のファフニール（物部悠）
- 食戟のソーマ（2015年 - 2020年、幸平創真） - 6シリーズ
- スタミュ（2015年 - 2019年、卯川晶） - 3シリーズ
- ダンジョンに出会いを求めるのは間違っているだろうか（2015年 - 2025年、ベル・クラネル） - 6シリーズ
- つばさとホタル（2015年 - 2016年、飛鷹顕）
- 電波教師（小田原丈）
- 美男高校地球防衛部LOVE!（古見翔）
- Fate/kaleid liner プリズマ☆イリヤ ツヴァイ ヘルツ!（嶽間沢黎一）
- 枕男子（舞木ユウ）
- ミカグラ学園組曲（ビミィ）
- ミス・モノクローム -The Animation- 3（北海雄）
- ヤング ブラック・ジャック（田村）
- 落第騎士の英雄譚（桐原静矢）
- WORKING!!!（泉の担当編集）

2016年
- Re:ゼロから始める異世界生活（2016年 - 2021年、ペテルギウス・ロマネコンティ / ジュース） - 2シリーズ / 2020年に第1期新編集版が放送
- おしえて! ギャル子ちゃん（オタ男、バフンウニ、モグラ怪人）
- ガーリッシュナンバー（松岡重三）
- 怪盗ジョーカー（フェニックス / 赤井翼） - 2シリーズ
- 境界のRINNE（2016年 - 2017年、朧） - 2シリーズ
- SERVAMP-サーヴァンプ-（ベルキア）
- 斉木楠雄のΨ難（2016年 - 2018年、アンプ〈なまいきな猫〉、恋太郎） - 2シリーズ
- 最弱無敗の神装機竜（ナルフ宰相）
- 6HP/シックスハートプリンセス（2016年 - 2019年、吠上房之介）
- SUPER LOVERS（2016年 - 2017年、海棠亜樹） - 2シリーズ
- 聖戦ケルベロス 竜刻のファタリテ（ヒイロ、ダガンゾート）
- 双星の陰陽師（千々石、百道）
- CHEATING CRAFT（ラノベ主人公）
- DAYS（風間陣）
- Dimension W（コオロギ）
- 虹色デイズ（羽柴夏樹）
- 美男高校地球防衛部LOVE!LOVE!（熊野九呂四郎）
- フリップフラッパーズ（OO－303）
- プリンス・オブ・ストライド オルタナティブ（鴨田慶、蜂屋鉄）
- モブサイコ100（2016年 - 2022年、花沢輝気、徳川） - 3シリーズ
- ラクエンロジック（オルガ・ブレイクチャイルド）
- 私がモテてどうすんだ（四ノ宮隼人）

2017年
- CHAOS;CHILD（宮代拓留）
- エルドライブ【ēlDLIVE】（Dr.ラヴ）
- モンスターハンター ストーリーズ RIDE ON（2017年 - 2018年、ビーツ）
- ALL OUT!!（御門翔）
- エロマンガ先生（和泉正宗、キリト）
- ソード・オラトリア ダンジョンに出会いを求めるのは間違っているだろうか外伝（ベル・クラネル）
- Fate/Apocrypha（フラット・エスカルドス）
- ひとりじめマイヒーロー（大柴健介）
- ナイツ&マジック（オルヴァー・ブロムダール）
- 異世界食堂（ロウケイ）
- アイドルマスター SideM（御手洗翔太） - 1シリーズ + 特別編
- クラシカロイド（2017年 - 2018年、ワーグナー）
- 牙狼〈GARO〉-VANISHING LINE-（2017年 - 2018年、ネロ、ベゼル）
- 王様ゲーム The Animation（阿部利幸）
- いつだって僕らの恋は10センチだった。（山本幸大）

2018年
- gdメン gdgd men's party（ライト、エルフの美女、姫、魔王）
- 博多豚骨ラーメンズ（大和）
- グランクレスト戦記（モレーノ・ドルトゥス）
- 宇宙よりも遠い場所（財前敏夫）
- 覇穹 封神演義（孫天君）
- 働くお兄さん!（ニワ徹先輩、サル島）
- サンリオ男子（雨ケ谷昴）
- ガンダムビルドダイバーズ（ドージ）
- ありすorありす（兄）
- デビルズライン（安斎結貴）
- 美男高校地球防衛部HAPPY KISS!（白骨マーサ）
- 僕のヒーローアカデミア（2018年 - 2021年、泡瀬洋雪） - 3シリーズ
- ねこねこ日本史（柳生十兵衛、稗田阿礼、一休宗純）
- Free!-Dive to the Future-（石動静流）
- ハイスコアガール（2018年 - 2019年、マーくん） - 2シリーズ
- 千銃士（カトラリー）
- 夢王国と眠れる100人の王子様（クロノ）
- 軒轅剣 蒼き曜（蒲釗）
- アイドルマスター SideM 理由あってMini!（御手洗翔太）
- 1日外出録ハンチョウ / 中間管理録トネガワ（石和）
- ゴブリンスレイヤー（2018年 - 2023年、槍使い） - 2シリーズ
- BAKUMATSU（2018年 - 2019年、岡田以蔵） - 2シリーズ
- ベルゼブブ嬢のお気に召すまま。（アスタロト）
- ゴールデンカムイ（2018年 - 2023年、宇佐美上等兵） - 3シリーズ
- ロード・エルメロイII世の事件簿 -魔眼蒐集列車 Grace note-（2018年 - 2021年、フラット・エスカルドス） - 1シリーズ + 特別編2作品

2019年
- エガオノダイカ（ヨシュア・イングラム）
- 盾の勇者の成り上がり（2019年 - 2025年、天木錬） - 4シリーズ
- 五等分の花嫁（2019年 - 2024年、上杉風太郎） - 4シリーズ
- なむあみだ仏っ!-蓮台 UTENA-（薬師如来）
- 消滅都市（ヨシアキ）
- 鬼滅の刃（2019年 - 2024年、嘴平伊之助） - 5シリーズ
- 女子高生の無駄づかい（高橋）
- 警視庁 特務部 特殊凶悪犯対策室 第七課 -トクナナ-（三潴ルカ）
- 星合の空（雨野樹）
- 炎炎ノ消防隊（2019年 - 2025年、ヨナ） - 3シリーズ
- 浦島坂田船の日常（古文の先生）

2020年
- ダーウィンズゲーム（王）
- はてな☆イリュージョン（不知火真、トリ）
- ＜Infinite Dendrogram＞-インフィニット・デンドログラム-（Mr.フランクリン / 教授）
- 異世界かるてっと2（ペテルギウス）
- 乙女ゲームの破滅フラグしかない悪役令嬢に転生してしまった…（2020年 - 2021年、ニコル・アスカルト） - 2シリーズ
- 富豪刑事 Balance:UNLIMITED（三田彰）
- あひるの空（不破豹）
- ド級編隊エグゼロス（炎城烈人）
- 巨神と氷華の城（ゴロン）
- 遊☆戯☆王SEVENS（2020年 - 2022年、西園寺ネイル）
- 魔王城でおやすみ（魔王タソガレ）
- おそ松さん（新一松）

2021年
- アイ★チュウ（折原輝）
- 呪術廻戦（2021年 - 2023年、究極メカ丸 / 与幸吉、ミニメカ丸） - 2シリーズ
- 怪病医ラムネ（豊後達也）
- はたらく細胞!!（悪玉菌1）
- SK∞ エスケーエイト（暦の友達）
- 幼なじみが絶対に負けないラブコメ（丸末晴、左官、漣）
- 究極進化したフルダイブRPGが現実よりもクソゲーだったら（神居宗一郎〈カムイ〉）
- 東京リベンジャーズ（2021年 - 2023年、三ツ谷隆） - 3シリーズ
- 探偵はもう、死んでいる。（コウモリ）
- 精霊幻想記（2021年 - 2024年、リオ / 天川春人） - 2シリーズ
- D_CIDE TRAUMEREI THE ANIMATION（村瀬良判）
- 迷宮ブラックカンパニー（迷宮アリA / ジェネラルアント）
- RE-MAIN（石川則道）
- 魔法科高校の優等生（一条将輝）
- ポケットモンスター（2021年 - 2022年、キバナ〈2代目〉）
- 吸血鬼すぐ死ぬ（2021年 - 2023年、半田桃） - 2シリーズ

2022年
- 佐々木と宮野（平野大河）
- 失格紋の最強賢者（ギルアス）
- であいもん（雪平巴）
- ヒロインたるもの!〜嫌われヒロインと内緒のお仕事〜（山本幸大）
- カッコウの許嫁（2022年 - 2025年、遊馬シオン） - 2シリーズ
- オーバーロードIV（フィリップ・ディドン・リイル・モチャラス）
- リコリス・リコイル（真島）
- 邪神ちゃんドロップキックX（清水宏保）
- 惑星のさみだれ（風巻豹）
- ブルーロック（2022年 - 2024年、雷市陣吾） - 2シリーズ
- 陰の実力者になりたくて!（2022年 - 2023年、ヒョロ・ガリ） - 2シリーズ
- 遊☆戯☆王ゴーラッシュ!!（2022年 - 2025年、ザ☆セツリ / ザイオン、西園寺ネイル）
- BLEACH 千年血戦篇（2022年 - 2023年、エス・ノト） - 2シリーズ

2023年
- トモちゃんは女の子!（田辺達巳）
- TRIGUN STAMPEDE（2023年 - 2026年、ヴァッシュ・ザ・スタンピード） - 2シリーズ
- ちいかわ（2023年 - 2025年、ラーメンの鎧さん / 郎の鎧さん）
- 便利屋斎藤さん、異世界に行く（カインズ）
- 最強陰陽師の異世界転生記（カイル）
- ノケモノたちの夜（シトリ）
- ちびゴジラの逆襲（2023年 - 2025年、ちびメカゴジラ） - 3シリーズ
- 異世界でチート能力を手にした俺は、現実世界をも無双する〜レベルアップは人生を変えた〜（天上優夜）
- 異世界ワンターンキル姉さん 〜姉同伴の異世界生活はじめました〜（マルヴェイカンス）
- Fate/strange Fake（2023年 - 2025年、フラット・エスカルドス） - 2シリーズ
- Lv1魔王とワンルーム勇者（フレッド）
- Helck（アズドラ）
- あやかしトライアングル（日喰想介）
- うちの会社の小さい先輩の話（にゃ〜太郎）
- 豚のレバーは加熱しろ（2023年 - 2024年、豚）
- キャプテン翼シーズン2 ジュニアユース編（2023年 - 2024年、ファン・ディアス）
- ダークギャザリング（旧旧Fトンネルの霊）
- ティアムーン帝国物語〜断頭台から始まる、姫の転生逆転ストーリー〜（アベル・レムノ）
- 僕らの雨いろプロトコル（内嶋睦生）
- 『ヒプノシスマイク-Division Rap Battle-』Rhyme Anima +（愛太）
- デッドマウント・デスプレイ（虚銃座）
- 鴨乃橋ロンの禁断推理（2023年 - 2024年、マイロ・モリアーティ） - 2シリーズ

2024年
- HIGH CARD（ゼノン、刺客）
- 道産子ギャルはなまらめんこい（松尾隆弓）
- SHAMAN KING FLOWERS（鴨川羊介）
- 月が導く異世界道中 第二幕（ルト）
- 夜桜さんちの大作戦（夜桜嫌五、ゴリアテ）
- 黄昏アウトフォーカス（土屋真央）
- 異世界失格（コータロー）
- 戦国妖狐 千魔混沌編（ムド）
- 転生したらスライムだった件（マサユキ）
- この世界は不完全すぎる（アルバ）
- ソードアート・オンライン オルタナティブ ガンゲイル・オンラインII（キリト）
- きのこいぬ（ほたるの父）

2025年
- 凍牌〜裏レート麻雀闘牌録〜（羽鳥）
- 俺だけレベルアップな件 Season 2 -Arise from the Shadow-（アーシー）
- 未ル わたしのみらい（サンダース）
- 神統記（テオゴニア）（オルハ）
- ＃コンパス2.0 戦闘摂理解析システム（アダム）
- ウィッチウォッチ（清宮天流）
- TO BE HERO X（リトルジョニー / シャオチャン）
- 自動販売機に生まれ変わった俺は迷宮を彷徨う 2nd season（ヘブイ）
- ガチアクタ（ザンカ）
- フードコートで、また明日。（滝沢）

2026年
- 勇者刑に処す 懲罰勇者9004隊刑務記録（タツヤ）

### 劇場アニメ
2011年
- 万能野菜 ニンニンマン（生徒A）

2012年
- 劇場版 魔法少女まどか☆マギカ（2012年 - 2013年、中沢） - 3部作

2013年
- 劇場版 とある魔術の禁書目録 -エンデュミオンの奇蹟-（男性）
- どーにゃつ（ビッグス）

2014年
- THE IDOLM@STER MOVIE 輝きの向こう側へ!（御手洗翔太）
- モーレツ宇宙海賊 ABYSS OF HYPERSPACE -亜空の深淵-（三代目）
- アルモニ（本城彰男）

2015年
- 劇場版 弱虫ペダル（2015年 - 2017年、青八木一） - 2作品

2016年
- モンスターストライク THE MOVIE はじまりの場所へ（石橋聡太）
- 好きになるその瞬間を。〜告白実行委員会〜（山本幸大）

2017年
- 劇場版 ソードアート・オンライン（2017年 - 2022年、キリト / 桐ヶ谷和人） - 3作品
- 劇場版 トリニティセブン（2017年 - 2019年、春日アラタ） - 2作品
- CHAOS；CHILD SILENT SKY（宮代拓留）
- ノーゲーム・ノーライフ ゼロ（リク、空）

2018年
- TIME DRIVER 僕らが描いた未来（松原勇斗）
- 曇天に笑う<外伝> 〜桜華、天望の架橋〜（虎）

2019年
- 劇場版 ダンジョンに出会いを求めるのは間違っているだろうか -オリオンの矢-（ベル・クラネル）
- 劇場版 Free!（2019年 - 2021年、石動静流） - 2作品
- キミだけにモテたいんだ。（佐橋亜紀）
- 冴えない彼女の育てかた Fine（安芸倫也）

2020年
- 海辺のエトランゼ（知花実央）
- 劇場版 鬼滅の刃 無限列車編（嘴平伊之助）

2021年
- 劇場版 美少女戦士セーラームーンEternal（エリオス） - 前後編
- 復興応援 政宗ダテニクル 合体版＋（2021年、6代当主 伊達基宗）
- 劇場版 呪術廻戦 0（究極メカ丸）

2022年
- 映画 五等分の花嫁（上杉風太郎）
- 映画ざんねんないきもの事典（クーカ）
- おそ松さん〜ヒピポ族と輝く果実〜（新一松）

2023年
- 映画 佐々木と宮野ー卒業編ー（平野大河）
- 劇場版 乙女ゲームの破滅フラグしかない悪役令嬢に転生してしまった…（ニコル・アスカルト）

2024年
- 機動戦士ガンダムSEED FREEDOM（ダニエル・ハルパー）
- 名探偵コナン 100万ドルの五稜星（福城聖）
- 劇場版ブルーロック -EPISODE 凪-（雷市陣吾）
- 範馬刃牙VSケンガンアシュラ（呉雷庵）

2025年
- 美男高校地球防衛部ETERNAL LOVE!（白骨マーサ）
- 劇場版 鬼滅の刃 無限城編 第一章 猗窩座再来（嘴平伊之助）

### OVA
2012年
- THE IDOLM@STER SHINY FESTA ハニーサウンド（御手洗翔太）
- コードギアス 亡国のアキト（2012年 - 2016年、成瀬ユキヤ） - 5作品
- 間の楔 第2期（ペットF）
- サクラ大戦奏組（桐朋源二） - コミックス第1巻アニメPV DVD付き初回限定版
- ナゾトキ姫は名探偵♥ 第1 - 6話（2012年 - 2014年、梅崎仁）
- 堀さんと宮村くん（2012年 - 2021年、宮村伊澄） - 6作品
- 輪廻のラグランジェ（2012年 - 2014年、ダノン・シ・アレイ） - 3シリーズ

2013年
- 最遊記外伝 特別篇 香花の章（熊哲）

2014年
- アオハライド（菊池冬馬） - コミックス第12巻OAD同梱版
- Hybrid Child（月島）

2015年
- オオカミ少女と黒王子（神谷望） - コミックス第12巻OAD同梱版
- トリニティセブン（春日アラタ） - コミックス第11巻Blu-ray付き限定版

2016年
- 食戟のソーマ（2016年 - 2018年、幸平創真) ※コミックス第18・19・24・25・29巻アニメDVD同梱版 - 2シリーズ
- スタミュ（2016年 - 2018年、卯川晶） - 2シリーズ
- ダンジョンに出会いを求めるのは間違っているだろうか（2016 - 2021年、ベル・クラネル） - 3シリーズ
- To LOVEる -とらぶる- ダークネス（中島） - コミックス第17巻アニメDVD同梱版
- 虹色デイズ（羽柴夏樹） - コミックス第13巻アニメDVD同梱版

2017年
- SUPER LOVERS（海棠亜樹） - コミックス第10・11巻プレミアムアニメDVD付き限定版
- 初恋モンスター（金子十五華） - DVD付き原作コミックス8巻特装版
- DAYS（2017年 - 2018年、風間陣） - コミックス第21・22・26・27・28巻オリジナルアニメーションDVD付き限定版

2018年
- モブサイコ100（2018年 - 2019年、花沢輝気） - 2シリーズ
- デビルズライン（安斎結貴） - コミックス12巻OAD付限定版

2019年
- エロマンガ先生（和泉正宗）
- 千銃士OVA 「貴銃士たちのハッピーバースデイ！」（カトラリー）
- ハイスコアガール（マー君）
- ストライク・ザ・ブラッド III（キラ・レーデベデフ・ヴォルティズロワ）
- 中高一貫!!キメツ学園物語 鬼滅の宴 特別編（嘴平伊之助）

2020年
- ゴブリンスレイヤー -GOBLIN'S CROWN-（槍使い）
- 忘却バッテリー（千早瞬平） - ジャンプスペシャルアニメフェスタ2020上映作品
- ド級編隊エグゼロス（2020年 - 2021年、炎城烈人） - コミックス第11・12巻アニメBD同梱版

2022年
- 佐々木と宮野（平野大河） - コミックス第9巻アニメDVD付特装版

2024年
- コードギアス 奪還のロゼ（成瀬ユキヤ）

### Webアニメ
2011年
- 俺の妹がこんなに可愛いわけがない（2011年 - 2013年、真壁楓） -  2シリーズ
- ごきチャ!!（青年）

2013年
- 宮河家の空腹（大沢かずひこ）

2014年
- 神撃のバハムート（ファイター）

2015年
- 彼女が漢字を好きな理由。（相良祐介）

2016年
- ホイッスル!（ボイスリメイク版）（小岩鉄平）

2017年
- 政宗ダテニクル（6代当主伊達基宗）

2019年
- ケンガンアシュラ（2019年 - 2023年、呉雷庵） - 3シリーズ
- キャノン・バスターズ（フィリー）
- ANOTHER WORLD（大学生ナオミ）

2020年
- 岐阜県大垣市プロデュースアニメ（2020年 - 2021年、あけち） - 2作品
- ガンダムビルドダイバーズRe:RISE（ドージ）
- 魔王城でおやすみ ミニアニメ（魔王タソガレ）

2021年
- Re:ゼロから始める休憩時間 2nd season（ジュース）
- 中高一貫!!キメツ学園物語 バレンタイン編（嘴平伊之助）
- 極主夫道（飼い猫）
- 『精霊幻想記』セリア先生のわくわくまじかる教室（リオ）
- 終末のワルキューレ（2021年 - 2023年、ロキ） - 2シリーズ
- ちびりべ（三ツ谷隆）
- Pokémon Evolutions（N）

2022年
- BASTARD!! -暗黒の破壊神-（2022年 - 2023年、ラーズ） - 2シリーズ
- カッコウのいいかげん！（勇者）
- ブルーロック あでぃしょなる・たいむ!（雷市陣吾）
- 「パニシング:グレイレイヴン」ショートアニメ『ぱにぐれ劇場』（リー）

2023年
- 舌先から恋（2023年 - 2024年、稔世） - 2シリーズ
- GAMERA -Rebirth-（ジョー）

2024年
- 夜桜さんちのミニ作戦（夜桜謙五、ゴリアテ）
- リーゼロッテのわくわくまじかる商会（リオ）
- LEGO スター・ウォーズ/リビルド・ザ・ギャラクシー（デーヴ･グリーブリング）
- 童話リベンジャーズ（2024年 - 2025年、三ツ谷隆）

### ゲーム
2010年
- ♂モット!!恋愛主義♀「メモアヤ」（御名門明）

2011年
- THE IDOLM@STER 2（御手洗翔太）
- SDガンダム GGENERATION WORLD（マイキャラクター 男性 TYPE-D）

2012年
- いますぐお兄ちゃんに妹だっていいたい!（横山章介）
- 俺の妹がこんなに可愛いわけがない ポータブルが続くわけがない（真壁楓）
- 機動戦士ガンダム オンライン（男性パイロット1）
- Glass Heart Princess（道明寺凱）
- 源狼 GENROH（琥太郎）
- 魔法少女まどか☆マギカ ポータブル（クラスメイト〈中沢〉）
- 嫁コレ（キリト / 桐ヶ谷和人）

2013年
- 圧倒的遊戯 ムゲンソウルズZ（エース）
- UNDER NIGHT IN-BIRTH（2013年 - 2024年、ケイアス、J.J.） - 4作品
- 朧村正 津奈缶猫魔稿（清次郎）
- ガイストクラッシャー（黒曜イズナ）
- 禁断召喚!サモンマスター（エリック）
- Glass Heart Princess:PLATINUM（道明寺凱）
- グラナド・エスパダ（ロン）
- 月影の鎖 -狂爛モラトリアム-（望月理也）
- 月影の鎖 -錯乱パラノイア-（望月理也）
- さくら荘のペットな彼女（神田空太）
- しらつゆの怪（塚原良太）
- Z/X 絶界の聖戦（加賀楓）
- 蒼穹のスカイガレオン（アポロン/クロノス）
- ソードアート・オンラインシリーズ（2013年 - 2024年、キリト / 桐ヶ谷和人、ヨシツグ、ロウ） - 16作品
- Double Score 〜Cattleya×Narcissus〜（大牙）
- 超速変形ジャイロゼッター アルバロスの翼（速水シュンスケ〈俊介〉、レイ）
- ティアーズ・トゥ・ティアラII 覇王の末裔（ハミル）
- フェアリーフェンサー エフ（ザンク）
- 魔界王子 devils and realist 代理王の秘宝（シトリー・カートライト）

2014年
- M3〜ソノ黒キ鋼〜///MISSION MEMENTO MORI（鷺沼アカシ）
- Enkeltbillet（仲谷恵）
- ガイストクラッシャー ゴッド（黒曜イズナ）
- CHAOS;CHILD（宮代拓留）
- クロノスタシア（ティオ）
- ケイオスリングスIII プリクエル・トリロジー（ナスカ）
- シャリーのアトリエ 〜黄昏の海の錬金術士〜（コルテス）
- 十三支演義 〜偃月三国伝2〜（孫権）
- 神撃のバハムート（2014年 - 2018年、ファイター、幸平創真）
- 精霊使いの剣舞 DayDreamDuel（ジオ・インザーギ）
- 爽海バッカニアーズ!（エミリオ＝ルース）
- 電撃文庫 FIGHTING CLIMAX（2014年 - 2015年、キリト） - 2作品
- ノブナガ・ザ・フール 戦乱のレガリア（マゼラン）
- バディ・コンプレックス 戦場のカップリング（渡瀬青葉）
- ハンターヒーロー -HUNTER HERO-（バート）
- ファンタシースター ノヴァ（セイル）
- FANTASY HERO 〜unsigned legacy〜（アクレス・ブレスビート）
- Photograph Journey 〜恋する旅行・宮城編＆沖縄編〜（針生鉄）
- マーメイド・ゴシック（ダン＝ロビアン）
- マギ 新たなる世界（ティトス・アレキウス）
- 魔法科高校の劣等生（2014年 - 2022年、一条将輝） - 2作品
- RE:VICE[D]（ヒナツ）

2015年
- アイ★チュウ（折原輝）
- アイドルマスター SideM（2015年 - 2023年、御手洗翔太）
- Un:BIRTHDAY SONG〜愛を唄う死神〜（アメ）
- グランブルーファンタジー（2015年 - 2022年、怪盗シャノワール、嘴平伊之助、バルドル）
- 神足町人妖譚 〜迷イ子ノ章〜（翠）
- 黒蝶のサイケデリカ（紋白）
- 冴えない彼女の育てかた -blessing flowers-（安芸倫也）
- 食戟のソーマ 友情と絆の一皿（幸平創真）
- スーパーロボット大戦BX（ヨウタ・ヒイラギ）
- Spiral Memoria〜私と出逢う夏〜（岡崎凛）
- 大正×対称アリス（アリス）
- ダンまち -クロス・イストリア-（ベル・クラネル）
- ディスワールド（主人公男性）
- デジモンストーリー サイバースルゥース（相羽タクミ）
- ドラゴンボールヒーローズ（2015年 - 2017年、界王神アバター〈ヒーロータイプ〉） - 3作品
- トワイライトロア（キュラ）
- 22のキスの意味（一宮慶太）
- フェアリーフェンサー エフ ADVENT DARK FORCE（ザンク）
- プリンス・オブ・ストライド（鴨田慶、蜂屋鉄）
- ボーダーブレイクスクランブル武（不敵タイプ「ユーリ」）
- ポップアップストーリー 魔法の本と聖樹の学園（レド・ヴァッサー）
- 夢王国と眠れる100人の王子様（クロノ）
- 宵夜森ノ姫（ハーロルト・トレヴィス）
- よるのないくに（有角教授）
- 弱虫ペダル 明日への高回転（青八木一）
- Re:BIRTHDAY SONG〜恋を唄う死神〜（アメ）
- ロイヤルフラッシュヒーローズ（ヒース・クライン）

2016年
- アカシックリコード（蒼剣のパトロクロス）
- UPPERS（神代乱麻）
- 陰陽おとぎソール（佐久間聖）
- オルタンシア・サーガ -蒼の騎士団-（2016年 - 2018年、アーロン、ペテルギウス・ロマネコンティ）
- 鏡界の白雪（墨府刺君）
- ゴッドオブハイスクール【神スク】（八雲仁）
- サウザンドメモリーズ（2016年 - 2017年、光輝の剣君ロイス、神迅の槍雄ルナーク）
- Shadowverse（地獄の解放者、ドラゴンメイジ、ヴァンパイアライカン、ファイター）
- シャリーのアトリエ Puls 〜黄昏の海の錬金術士〜（コルテス）
- 消滅都市2（2016年 - 2018年、ヨシアキ、ヨシツグ 他）
- 食戟のソーマ 最饗のレシピ おかわり!!（幸平創真）
- 白猫プロジェクト（2016年 - 2023年、チタ、ペテルギウス・ロマネコンティ、ヴィシャス・アレス、キリト、嘴平伊之助、真島）
- 戦魂 -SENTAMA-（木下藤吉郎）
- SOUL GAUGE -紅き牙と蒼天の翼-（ラパン / エトラ男主人公）
- 大正×対称アリス all in one（アリス）
- 誰ガ為のアルケミスト（2016年 - 2021年、レイメイ、ベル・クラネル）
- チェインクロニクル（2016年 - 2021年、ベル・クラネル、キリト）
- 追憶の青（フリオ）
- なむあみだ仏っ!（薬師如来）
- ヴァンパイア†ブラッド-月戯（ルナ）-（Mr.S）
- 文豪とアルケミスト（石川啄木）
- 枕男子〜甘い夢のつづき〜（舞木ユウ）
- モブサイコ100〜サイキックパズル〜（花沢輝気、徳川）
- 悠久のティアブレイド -Lost Chronicle-（ロウ）
- LOVE☆スクランブル（円城伊織）
- Re:BIRTHDAY SONG〜恋を唄う死神〜another record（アメ）

2017年
- 陰陽師（古籠火）
- CHAOS;CHILD らぶchu☆chu!!（宮代拓留）
- 君が望む真愛（ウィルバート・コリンズ）
- 茜さすセカイでキミと詠う（聖徳太子）
- 大正×対称アリス HEADS&TAILS（アリス）
- 黒騎士と白の魔王（2017年 - 2020年、プレイヤーボイス：生意気な少年、ベル・クラネル）
- ポコロンダンジョンズ -なぞるRPG-（2017年 - 2022年、一条将輝、ペテルギウス・ロマネコンティ、ベル・クラネル、三ツ谷隆、嘴平伊之助）
- 恋愛幕末カレシ〜時の彼方で花咲く恋〜（岡田以蔵）
- 乖離性ミリオンアーサー（2017年 - 2018年、ペテルギウス・ロマネコンティ、交響型アグラヴェイン）
- キャプテン翼 〜たたかえドリームチーム〜（赤井止也）
- ダンジョンに出会いを求めるのは間違っているだろうか 〜メモリア・フレーゼ〜（2017年 - 2020年、ベル・クラネル、アルゴノゥト、エレボス）
- 君と霧のラビリンス（草薙伊吹）
- ラストピリオド -終わりなき螺旋の物語-（ペテルギウス・ロマネコンティ）
- ディアマジ ―魔法少年学科―（風間ミカ）
- アイドルマスター SideM LIVE ON ST@GE!（2017年 - 2020年、御手洗翔太）
- オルタナティブガールズ（ペテルギウス・ロマネコンティ）
- 旋光の輪舞2（グスタフ・グレフェンベルグ）
- ニル・アドミラリの天秤 クロユリ炎陽譚（鵺野桐彦）
- ＃コンパス 戦闘摂理解析システム（2017年 - 2023年、アダム＝ユーリエフ、キリト、ベル・クラネル）
- エアリアルレジェンズ（孫悟空）
- 悠久のティアブレイド -Fragments of Memory-（ロウ）
- ゴシックは魔法乙女〜さっさと契約しなさい!〜（ペテルギウス・ロマネコンティ）
- クイズRPG 魔法使いと黒猫のウィズ（2017年 - 2024年、レグル・ウォークス、シロ）
- モンスターストライク（2017年 - 2024年、キリト、嘴平伊之助、究極メカ丸、ペテルギウス・ロマネコンティ、三ツ谷隆、ダニエル・ハルパー、上杉風太郎、夜桜嫌五）
- 俺達の世界わ終っている。（イルカ2号）
- 蝶々事件ラブソディック（源イ織）
- あやかしむすび（道源坂光）
- ドルアーガの塔 Tower of Defender（レスカー）
- デジモンストーリー サイバースルゥース ハッカーズメモリー（相羽タクミ）
- LORD of VERMILION IV（トルフィン）

2018年
- VALKYRIE ANATOMIA -THE ORIGIN-（ベル・クラネル）
- D×2 真・女神転生 リベレーション（井上殻斗 / ミートバルーン）
- ライブラリークロスインフィニット（紋白、道明寺凱）
- SIX SICKS（浅沼健）
- 魔王さまをプロデュース!〜七つの大罪 for GIRLS〜（ルシファー）
- 三国 -IKUSA-（男性主人公）
- 23/7 －トゥエンティースリーセブン－（星野陽太）
- 千銃士（カトラリー）
- テンカウント another days for Ameba（夏屋志姫）
- スーパーロボット大戦X（渡瀬青葉）
- 斉木楠雄のΨ難 妄想暴走 Ψキックバトル（アンプ）
- グランクレスト戦記 戦乱の四重奏（モレーノ・ドルトゥス）
- グランクレスト戦記（モレーノ・ドルトゥス）
- テリアサーガ（ベル・クラネル）
- ゴッドイーター レゾナントオプス（ジーノ）
- 三国BASSA!!（袁紹）
- OCTOPATH TRAVELER（テリオン）
- グランドチェイス-次元の追跡者-（ラス）
- 世界樹の迷宮X（ブロート、PCボイス）
- 電撃文庫：CROSSING VOID（キリト） - 海外向けアプリゲーム
- CharadeManiacs（凝部ソウタ）
- オンエア!（鳥羽霞）
- テイルズ オブ ザ レイズ（2018年 - 2022年、ロウ、キリト、ベル・クラネル）
- ファイブキングダム―偽りの王国―（トリスト）
- Tlicolity Eyes Vol.3（榊原コウ）
- グラフィティスマッシュ（2018年 - 2020年、ラジエル、ベル・クラネル）
- モンスターハンター フロンティアZ（VOICE TYPE70、71）
- ドラガリアロスト（エミュール、ホープ）
- 交響性ミリオンアーサー（アグラヴェイン）
- BORDER BREAK（ヤナギ、不敵タイプ「ユーリ」）
- 神凪ノ杜 龍神奇譚（東雲）
- パズル&ドラゴンズ（2018年 - 2024年、キリト、嘴平伊之助、究極メカ丸、一条将輝、ベル・クラネル）
- サンリオ男子〜わたし、恋を、知りました。〜（雨ケ谷昴）
- ブラウンダスト（セト）
- 伝説対決 -Arena of Valor-（2018年 - 2020年、呂布、キリト）
- ファイアーエムブレム ヒーローズ（2018年 - 2024年、フリーズ）
- メギド72（2018年 - 2023年、ベヒモス）
- 夢間集（暉刃、影刃）
- ドラゴンネストM（クレリック）
- バクレツモンスター（ペテルギウス・ロマネコンティ）
- BRAVELY DEFAULT FAIRY'S EFFECT（望月兵馬）

2019年
- 非人類学園 Extraordinary Ones（大鵬、饕）
- キャプテン翼ZERO〜決めろ！ミラクルシュート〜（ファン・ディアス）
- ガールフレンド（仮）（悪ナルシスト男）
- JUDGEMENT 7 俺達の世界わ終っている。（イルカ2号）
- ルルアのアトリエ 〜アーランドの錬金術士4〜（ニコデムス・ダヴィド・ディーター）
- トリニティセブン -夢幻図書館と第7の太陽-（春日アラタ）
- 天地の如く 〜激乱の三国志〜（呂布）
- スーパードラゴンボールヒーローズ ワールドミッション（界王神ヒーロータイプ）
- LAST IDEA（ラグナス）
- なむあみだ仏っ!-蓮台 UTENA-（薬師如来）
- ダンキラ!!! - Boys, be DANCING! -（月光院ノエル）
- MU：奇蹟の覚醒（剣士）
- 乙女剣武蔵（柳生十兵衛）
- プリンセスコネクト！Re:Dive（ペテルギウス・ロマネコンティ）
- AFTERLOST - 消滅都市（ヨシアキ）
- クリムゾンクラン（結城凪）
- re:コロキュアル（瀬戸朝陽）
- 侍魂オンライン-朧月伝-（龍馬）
- 神凪ノ杜 五月雨綴り（東雲）
- 時の歌-終焉なきソナタ-（イアン）
- 外見至上主義（長谷川蛍介）
- 神様しばい（神楽有希人）
- ダンジョンに出会いを求めるのは間違っているだろうか インフィニト・コンバーテ（ベル・クラネル）
- ヴァルキリーコネクト（2019年 - 2022年、槍騎士ゲイルロズ、創国神イザナギ、ベル・クラネル）
- RenCa:A/N（フーガ・ドゥオ）
- Ash Tale-風の大陸-（ベル・クラネル）
- ゴブリンスレイヤー THE ENDLESS REVENGE（槍使い）

2020年
- クリスタルオブリユニオン（カルナ）
- MASS FOR THE DEAD（ペテルギウス・ロマネコンティ）
- ポーカースタジアム（シュン）
- 三国烈覇（ベル・クラネル）
- LOST DECADE‐ロストディケイド（ダンテ、マルク）
- キックフライト（アウルベルト）
- AIカードダス ゼノンザード（キリト）
- コード：ドラゴンブラッド（ロ・メイヒ）
- オランピアソワレ（朱砂）
- アイ★チュウ Étoile Stage（折原輝）
- セイクリッドブレイド（アレス）
- ファンタジーライフオンライン（イグニス）
- 共闘ことばRPG コトダマン（2020年 - 2023年、ペテルギウス・ロマネコンティ、ベル・クラネル、嘴平伊之助、上杉風太郎、三ツ谷隆）
- De:Lithe〜忘却の真王と盟約の天使〜（ベル・クラネル）
- レムナント：フロム・ジ・アッシュ（ドリーマー）
- 剣魂〜剣と絆の異世界冒険伝（刀士、弓手）
- 三国志大戦（孫策）
- 逆転オセロニア（2020年 - 2023年、ペテルギウス・ロマネコンティ、嘴平伊之助、幸平創真、三ツ谷隆、クライン）
- クラッシュフィーバー（ベル・クラネル）
- キャプテン翼 RISE OF NEW CHAMPIONS（ファン・ディアス）
- Re:ゼロから始める異世界生活 Lost in Memories（ペテルギウス・ロマネコンティ）
- 原神（魈）
- この素晴らしい世界に祝福を!ファンタスティックデイズ（2020年 - 2021年、ペテルギウス・ロマネコンティ、ベル・クラネル）
- 食物語（吉利エビ）
- ベースボールスーパースターズ（カイル）
- スタースマッシュ（ユウ）
- HoneyWorks Premium Live（山本幸大）
- 三国志名将伝（馬超）
- パニシング:グレイレイヴン（リー）
- ファンタシースターオンライン2（2018年 - 2022年、キリト、イルマ）
- ファンタジア・リビルド（2020年 - 2021年、カナタ・エイジ、安芸倫也、フリード・セルゼン）

2021年
- アストラ・テイル〜愛と絆の物語〜（主人公（男））
- アイドルマスター ポップリンクス（御手洗翔太）
- ロンドン迷宮譚（シャーロック・ホームズ）
- ラクガキ キングダム（プロフェッサー・コフィン）
- Re:ゼロから始める異世界生活 偽りの王選候補（ペテルギウス・ロマネコンティ）
- アイ・アム・マジカミ（ベル・クラネル）
- 盾の勇者の成り上がり〜RERISE〜（天木錬）
- シャイニングニキ（アリエス）
- アークナイツ（アレーン）
- 五等分の花嫁∬ 〜夏の思い出も五等分〜（上杉風太郎）
- 七つの大罪 〜光と闇の交戦〜（ペテルギウス・ロマネコンティ）
- EXOS HEROES（ベル・クラネル）
- とある魔術の禁書目録 幻想収束（上里翔流、ベル・クラネル）
- 精霊幻想記アナザーテイル（リオ）
- ルーンファクトリー5（リュカ）
- 二ノ国:Cross Worlds（ヴァルム）
- 帝国サーガ〜三国戦国ごちゃまぜの乱世〜（源義経、諸葛亮）
- 白夜極光（シルヴァ）
- ポケモンマスターズEX（2021年 - 2024年、ノボリ）
- メイプルストーリー（カイン）
- ラングリッサー モバイル（邪神クルーガー）
- 遊☆戯☆王ラッシュデュエル 最強バトルロイヤル!!（西園寺ネイル）
- タイムディフェンダーズ（鳴神陣）
- クッキーラン: キングダム（ハーブ味クッキー）
- テイルズ オブ アライズ（2021年 - 2023年、ロウ、キリト）
- 実況パワフルプロ野球（嘴平伊之助）
- コードギアス Genesic Re;CODE（成瀬ユキヤ）
- アイドルマスター SideM GROWING STARS（2021年 - 2023年、御手洗翔太）
- 鬼滅の刃 ヒノカミ血風譚（2021年 - 2022年、嘴平伊之助）
- テイルズ オブ アスタリア（ロウ）
- ラグナドール 妖しき皇帝と終焉の夜叉姫（2021年 - 2024年、鵺、ラーズ）
- ドラゴンクエストX 天星の英雄たち オンライン（アシュレイ）
- PUBG: NEW STATE（男性デフォルトボイス）
- ウインドボーイズ！（リアム オールビー）
- 剣が刻（安久良）
- ファイナルファンタジーXIV（アモン / ヘルメス）
- 龍が如く ONLINE（三ツ谷隆）
- Re:ゼロから始める異世界生活 禁書と謎の精霊（ペテルギウス・ロマネコンティ）
- 金銭遊戯〜一発逆転の復讐劇〜（織田信長、福沢諭吉、長宗我部元親）

2022年
- OCTOPATH TRAVELER 大陸の覇者（テリオン）
- 乙女ゲームの破滅フラグしかない悪役令嬢に転生してしまった… 〜波乱を呼ぶ海賊〜（ニコル・アスカルト）
- 空の勇者たち（剣士）
- アイドルマスター ミリオンライブ! シアターデイズ（キリト）
- 夢職人と忘れじの黒い妖精（イツキ）
- チョコボGP（ベンさん）
- エレメンタルストーリー（三ツ谷隆、ベル・クラネル）
- シン・クロニクル（アルカン）
- ｍHOLD'EM（三ツ谷隆）
- 失格紋の最強賢者 〜導刻の冒険譚〜The Ultimate Reincarnation（ギルアス）
- 千銃士:Rhodoknight（カトラリー）
- グランドサマナーズ（三ツ谷隆）
- 映画「五等分の花嫁」 〜君と過ごした五つの思い出〜（上杉風太郎）
- ドラゴンポーカー（ペテルギウス・ロマネコンティ）
- ベイラーレジェンド:Idle RPG（ソータ、シノブ）
- #コンパス ライブアリーナ（2022年 - 2023年、アダム＝ユーリエフ）
- CARAVAN STORIES（ベル・クラネル）
- 荒野行動（2022年 - 2025年、キリト、嘴平伊之助）
- Tower of Fantasy（幻塔）（KING）
- BRAVELY DEFAULT BRILLIANT LIGHTS（テリオン）
- ラストクラウディア（アデル）
- 魔塔転生:タフガイへの挑戦状（ジェラード、アドルフ）
- 実況パワフルサッカー（ベル・クラネル）
- Re:ゼロから始める異世界生活 INFINITY（ペテルギウス・ロマネコンティ）
- 三国極戦（趙雲）
- 陰の実力者になりたくて！ マスターオブガーデン（2022年 - 2025年、ヒョロ・ガリ、ペテルギウス・ロマネコンティ）
- 城とドラゴン（三ツ谷隆）
- 東京リベンジャーズ ぱずりべ!全国制覇への道（三ツ谷隆）
- 忍者マストダイ（蒼牙）
- ゴブリンスレイヤー エンドレスハンティング（槍使い）
- ブルーロック Project:World Champion（雷市陣吾）

2023年
- 英傑大戦（三ツ谷隆）
- サマナーズウォー:クロニクル（クリフ）
- Dislyte〜神世代ネオンシティ〜（リー・リン）
- 妖怪ウォッチ ぷにぷに（2023年 - 2024年、三ツ谷隆、ペテルギウス・ロマネコンティ）
- 爆裂！スイーツランド - PANIC IN SWEETS LAND -（エビルキング）
- アリスフィクション（ペテルギウス・ロマネコンティ）
- 超探偵事件簿 レインコード（ヨミー ヘルスマイル）
- 弱虫ペダル ドリームレース（青八木一）
- ダンジョンに出会いを求めるのは間違っているだろうか バトル・クロニクル（ベル・クラネル）
- 五等分の花嫁 〜彼女と交わす五つの約束〜（上杉風太郎）
- BLEACH Brave Souls（エス・ノト）
- コードギアス 反逆のルルーシュ ロストストーリーズ（2023年 - 2024年、成瀬ユキヤ）
- 呪術廻戦 ファントムパレード（2023年 - 2025年、究極メカ丸 / 与幸吉）
- プロジェクトセカイ カラフルステージ! feat. 初音ミク（獏野歴）
- ドラゴンクエストモンスターズ3 魔族の王子とエルフの旅（ベネット）

2024年
- セガNET麻雀 MJ（ベル・クラネル）
- 遊☆戯☆王デュエルリンクス（西園寺ネイル）
- ブルーロック BLAZE BATTLE（雷市陣吾）
- 泡沫のユークロニア（露草）
- L'abysse Project（ソラ）
- 鬼滅の刃 目指せ!最強隊士!（嘴平伊之助）
- ブレイクマイケース（節見静）
- 戦国ブシドー〜大野望の巻〜（足利義輝、伊達政宗）
- 18TRIP（工楽夢乃介）
- タマモンワールド（サムライ、イフリッチ、サールス）
- ライドカメンズ（皇紀 / 仮面ライダー皇紀）
- 超探偵事件簿 レインコード プラス（ヨミー ヘルスマイル）
- 異世界のんびりライフ~モン娘とゆるふわな日常（アイド）
- Re:ゼロから始める異世界生活 Witch's Re:surrection（ペテルギウス・ロマネコンティ）
- My9Swallows TOPSTARS LEAGUE（柊翔琉）
- 転生したらスライムだった件 魔王と竜の建国譚（マサユキ）
- リバースブルー×リバースエンド（勇者シドウ）
- 燃えよ！ 乙女道士 〜華遊恋語〜（シャオウ）
- レゾナンス:無限号列車（ナユタ）
- 雀魂（局）
- 東京リベンジャーズ Last Mission（三ツ谷隆）
- BLEACH Soul Puzzle（エス・ノト）
- 呪術廻戦 戦華双乱（究極メカ丸）
- ストリノヴァ（令ー）
- レーシングマスター（キリト）

2025年
- カウンターサイド（ベル・クラネル）
- 異世界∞異世界（キリト、ベル・クラネル）
- ダンジョンに出会いを求めるのは間違っているだろうか 水と光のフルランド（ベル・クラネル）
- アウタープレーン（ベル・クラネル）
- 魔法少女まどか☆マギカ Magia Exedra（中沢）
- ぷよぷよ!!クエスト（嘴平伊之助）
- BYAKKO ～四神部隊炎恋記～（白虎神）
- Shadowverse:Worlds Beyond（不屈のファイター）
- 泡沫のユークロニア -trail-（露草）
- 異世界のんびりライフ（ベル・クラネル）
- 鬼滅の刃 ヒノカミ血風譚2（嘴平伊之助）
- 五等分のプリンセス~幻想と深淵と魔法学院~（上杉風太郎）

時期未定
- オランピアソワレ Catharsis（朱砂）

### アプリ
2014年
- ROAD DJ - 萌え声ラジオ（DJつぐつぐ）
- シチュエーションカレシ（微熱カレシ：瞬）
- プリズンプリンス〜逃げて、隠れて、恋をして〜（深澤紫）

2015年
- 枕男子の睡眠管理 for auスマートパス（舞木ユウ）

2016年
- 劇場版 ソードアート・オンライン -オーディナル・スケール- 公式アプリ（キリト）
- 虹色デイズ〜虹色☆コレクション〜（羽柴夏樹）

### ドラマCD
- 暁のヨナ 真紅のドラマCD （兵士） - 「花とゆめ」2012年17号付録
- 『アクセル・ワールド』+『ソードアート・オンライン』ドラマCD（キリト / 桐ヶ谷和人[769]）
- アルティマ ブラッド 甘噛みだけじゃ半人前〜成り立てヴァンパイアは戦士志願〜（フレイア[770]）
- 偉人アイドルプロジェクト 歴sing♪ 第2巻（近藤長次郎[771]）
- 1年A組のモンスター（自見太郎[772]） - コミックス第6巻ドラマCD付き特装版
- 愛しのショコラティエ「ガルスタ限定チョコっと味見CD」（葵井潤四郎） - 「電撃Girl's Style」2013年9月号付録
- いま妹ドラマCD2 いますぐお兄ちゃんに誰か一人を選んでっていいたい!（横山章介）
- 泡沫のユークロニア ドラマCD（露草[773]）
- 浦島坂田船『Four the C』 初回限定盤B[特典CD] ボイスドラマ「続・男子高生の非日常」（塔谷[774]）
  - 浦島坂田船『L∞VE』 アニメイト特典CD ボイスドラマ「浦島坂田船 in ラブロマンス」[775]
- O＊G＊A 鬼ごっこロワイアル ドラマCD STEP3〜はばたきの季節〜（式部鷹丸[776]）
- 乙女剣武蔵 メクルメク修羅道 ボイスドラマ「メクルメク告白大作戦」（柳生十兵衛[777]）
- 踊る星降るレネシクル（連動レンヤ[778]） - 小説6巻ドラマCD付き限定特装版
- お庭番望月蒼司朗参る! 迷子のウサギと大人の裏事情（映璃[779]） - ドラマCD付特装版
- 『オンエア!』Unit Episode CD vol.1 -MAISY&Hot-Blood-（鳥羽霞[780]）
- 怪盗ジョーカー ミラクルくるくるキャンペーン ドラマCD「輝く夜は電波にのって」（フェニックス / 赤井翼[781]）
- 家電探偵は静かに嗤う。（家山電[782]） - チャンピオンRED2012年12月号付録
- 神様のメモ帳 ドラマCD シャッターチャンスの裏側（藤島鳴海[783]）
- かみせん。（泉実孝太郎）
- がんばれ!消えるな!!色素薄子さん（学生）
- キメラプロジェクト:ゼロ（ハカセ[784]） - コミックス1巻CD付き特装版
- ぎゃる☆がん（テンゾウ[785]） - PS3版の限定版付属CD
- TVアニメ『吸血鬼すぐ死ぬ』ドラマCD（半田桃[786]）
- 携帯ゲーム 禁断召喚!サモンマスター テーマソング&ドラマCD（エリック）
- 空戦魔導士候補生の教官（カナタ・エイジ[787]）
- 薬屋のひとりごと（馬閃[788]）※小説12巻ドラマCD付き限定特装版
- Glass Heart Princess:PLATINUM ドラマCD 〜時をかけて来た少女〜（道明寺凱[789]）
- コードギアス 亡国のアキト Sound Episode1 - 3（成瀬ユキヤ[790][791]）
- コープスパーティー2 DEAD PATIENT ドラマCD第1・2巻（氷海真里[792][793]）
- ココロ君色サクラ色（花枝葉介[794]）
- SERVAMP-サーヴァンプ-シリーズ（ベルキア）
  - SERVAMP-サーヴァンプ- 吸血鬼だらけの夏休み[795]
  - SERVAMP-サーヴァンプ- 吸血鬼だらけの冬休み[795]
  - SERVAMP-サーヴァンプ- 吸血鬼だらけの春休み[795]
  - SERVAMP-サーヴァンプ- スクールフェスティバル
  - SERVAMP-サーヴァンプ- サマーフェスティバル
  - SERVAMP-サーヴァンプ- アイドルフェスティバル
  - SERVAMP-サーヴァンプ- 吸血鬼だらけの日曜日[796]
  - SERVAMP-サーヴァンプ- 吸血鬼だらけのから騒ぎ
  - SERVAMP-サーヴァンプ- 吸血鬼だらけの後日談
- PSYCHO-PASS サイコパス/ゼロ 名前のない怪物 上巻・下巻（内藤僚一[797]）
- 佐々木と宮野シリーズ（平野大河）
  - 佐々木と宮野 Vol.1・2[798][799]
  - TVアニメ「佐々木と宮野」ドラマCD Vol.1・2[800]
  - 映画『佐々木と宮野-卒業編-』ドラマCD[801]
- さくら荘のペットな彼女シリーズ（神田空太）
  - さくら荘のペットな彼女 ドラマCD -椎名ましろのはじめてお世話-
  - さくら荘のペットな彼女 ドラマCD 第1巻 - 第3巻
- サクラ大戦奏組シリーズ（桐朋源二）
  - サクラ大戦奏組 ドラマCD 〜小さな少女のためのクインテット〜[802]
  - サクラ大戦奏組 ドラマCD 〜コンサート協奏曲第1番〜[803]
- 地獄堂霊界通信（川崎） - コミックス第6巻ドラマCD付き特装版
- 終焉-Re:act-（E記[804]）
- 十三支演義 〜偃月三国伝2〜ドラマCD 第1弾「猫族名菓祭」（孫権[805]）
- 消滅都市 ドラマCD（ヨシアキ[806]）
- 女学生探偵物語 ドラマCD「横濱遊廓迷楼事件」（怪盗大鴉[807]） - アルバム「女学生探偵物語」初回限定盤特典CD
- しらつゆの怪 ドラマCD 〜露の葉〜（塚本良太[808]）
- ジンキ・エクステンド〜リレイション〜（アルマジロウ〈歩間次郎〉）
- スタミュシリーズ（卯川晶）
  - TVアニメ スタミュ ファーストドラマCD「☆☆永遠★STAGE☆☆」[809]
  - TVアニメ スタミュ サードドラマCD「Third STAGE」[809]
  - TVアニメ スタミュ フィフスドラマCD「Fifth STAGE」[810]
- 季刊シリーズ『saison（セゾン）été（エテ）夏』（平岡由紀[811]）
- 爽海バッカニアーズ! シリーズ（エミリオ＝ルース）
  - 爽海バッカニアーズ! レッドホーク航海記〜エニスの剛剣〜[812][813]
  - 爽海バッカニアーズ! レッドホーク航海記〜猫と海賊〜[813]
  - 爽海バッカニアーズ! レッドホーク航海記〜白波 memento〜[813]
- ソードアート・オンライン×KYOTO NIPPON FESTIVALドラマCD ≪古都キョウトの大結界≫（キリト / 桐ヶ谷和人[814]）
- ドラマCD 大河幻想ラジオドラマ「魔道祖師」第一期 - 第三期（聶懐桑[815]）
- ドラマCD ダイヤのA -SECOND SEASON- 「青道高校、温泉に行く」（金丸信二[816]）
- ダンキラ!!!公式コミック&ガイド ドラマCD（月光院ノエル[817]）
  - メリーパニック・エトワール編
  - シアターベル・TOXIC編
  - 三千世界・B.M.C.編
- ドラマCD ちるらん 新撰組鎮魂歌 人斬り以蔵（岡田以蔵）
- 蝶々事件ラブソディック ドラマCD 愛しき君と館にて（源イ織[818]）
- ティアムーン帝国物語 〜断頭台から始まる、姫の転生逆転ストーリー〜 ドラマCD1・2（アベル[819][820]）
- デンキ街の本屋さん 〜うまのほねの人々〜（カントク[821]）
- 転生王女は今日も旗を叩き折る。（クラウス[822]） - 小説0巻付属ドラマCD
- となりの怪物くん（マーボ） - コミックス第7巻特装版付属CD
- 薄桜鬼 ドラマCD 〜新選組鬼譚〜（笹波九郎[823]）
- 初体験にオススメな彼女（桜鉄之介[824]）
- ドラマCD「PHANTASY STAR NOVA」（セイル[825]）
- 薔薇王の葬列（エドワード） - 『月刊プリンセス』2016年2月号付録[826]※コミックス第7巻ドラマCD付限定特装版[827]
- バロックナイト ドラマCD #1 Voice Of Baroque：天使追憶（守部京耶[828]）
- PとJK（永倉二郎[829]） - コミックス第11巻ドラマCD付き特装版
- TVアニメ「ひとりじめマイヒーロー」ドラマCD（大柴健介[830]）
  - Vol.1〜メモリアル、ササ、ときどきトリオ〜
  - Vol.2〜冬支度、メアリさん、ときどきBar〜
- ひめごとユニオン 「星見捕り物帳・天の巻」（星守才蔵[831]）
- Photograph Journey〜in Miyagi〜（針生鉄[446]）
- 部長、意外……。〜高野くんとゆかいな仲間たち〜（小町[832]）
- プリンス・オブ・ストライド オーディオドラマシリーズ Autumn Fes.（鴨田慶、蜂屋鉄[833]）
- ポーの一族 エドガーとアラン篇（エドガー・ポーツネル[834]）
- 魔界王子 devils and realist スペシャルドラマCD「realist and companion」（シトリー・カートライト[835]）※イベント限定販売
- ドラマCD 枕男子 方言男子と中二男子（舞木ユウ[836]）
- ミカグラ学園組曲 入学案内CD（ビミィ[837]） - AnimeJapan2015限定配布
- みならい女神 プルプルんシャルム（ヨドミ[838]）
- 宮河家の空腹 ヒャダインこと前山田健一が作曲したサウンドトラック シリーズ構成の待田堂子による新規撮り下ろしオリジナルドラマ 未放送のラジオ特別版を収録したCD（大沢かずひこ先生）
- モブサイコ100 ドラマCD サイキックヒューマンショー（花沢輝気）
- 悠久のティアブレイド -Lost Chronicle- ドラマCD Happy Birthday [EVE]（ロウ[839]）
- 宵夜森ノ姫 ドラマCD「宵夜森式生活術」（ハーロルト[840]）
- ゆめだん（ケオケオ[841]）
  - First Night
  - Second Night
  - Third Night
- 妖怪学校の先生はじめました! ドラマCD 第1・2巻（秋雨玉緒[842][843]）
- 弱虫ペダル GRANDE ROAD ミニドラマCD SIDE ROAD1（青八木一）
- ライアー×ライアー ドラマCD付き4・5巻特装版（塚口[844]）
- 訳アリ先輩の彼女になりました（古賀和馬[845]） - コミックス第8巻ドラマCD付き特装版
- わさんぼん〜和菓子屋顛末記〜シリーズ（望月草太）
  - わさんぼん〜和菓子屋顛末記〜 花
  - わさんぼん〜和菓子屋顛末記〜 鳥[846]
  - わさんぼん〜和菓子屋珍道記〜 風
  - わさんぼん〜和菓子屋珍道記〜 月
- 私がモテてどうすんだ「囁かないでどうすんだ!? 四ノ宮＆六見編」（四ノ宮隼人[847]）

### BLCD
2011年
- バスルームより愛を込めてシリーズ（2011年 - 2013年、小掠智彦）
  - バスルームより愛を込めて〜目眩く受難は蜜の味〜
  - バスルームより愛を込めて2〜降りかかる受難は蜜のしずく〜 ありえない連鎖∞これってマジ現実?

- キャッスルマンゴー（城崎悟）
- オトコ心（中村）

2013年
- 背中合わせの恋（二階堂文人）
- 叶先生のすべて（榎本）
- ワルイコトシタイシリーズ（2013年 - 2015年、香坂直）
  - 素直じゃないけど
  - ワルイ王子でもスキ
  - 性悪オオカミが恋をしたらしい

- ブラザー★シャッフル!（ハジメ）

2014年
- スメルズライクグリーンスピリット A・B（三島フトシ）
- 鬼でも姫でも君の騎士（真山朱音） - 同人CD
- ひとりじめシリーズ（2014年 - 2021年、大柴健介）
  - ひとりじめボーイフレンド
  - ひとりじめマイヒーロー1
  - ひとりじめマイヒーロー番外編「メールとため息と夕ごはん」※『gateau』2014年9月号、2016年1月号付録

- 碧の王子 Prince of Silva（ジン）
- 同人に夢みて（名波純）

2015年
- 誤算のハート（2015年 - 2022年、三城俊久）
  - 終わらない不幸についての話
  - やまない不幸の終わらせ方

- 玉響（麻倉通忠）
- 年下彼氏の恋愛管理癖3（百崎林太郎）
- 嘘つき溺愛ダーリン（芳川雪穂）
- 僕はすべてを知っている2（2015年 - 2017年、和倉いつき）
  - 僕は全てを知っている3

2016年
- 僕の私の皇子様（神谷真白） - 同人CD
- 起きて最初にすることは（矢野夏央）
- すみれびより（大町芙蓉）
  - すみれびより番外編「キンモクセイびより」※『小説Dear＋』2017年フユ号付録

- ロマンティック上等（計）
- このおれがおまえなんか好きなわけない（藤間大成）
- 海辺のエトランゼ（2016年 - 2017年、知花実央）
  - 春風のエトランゼ1 ※コミックス2、3巻アニメイト限定版にはドラマCD付属
  - 春風のエトランゼ2

- よるとあさの歌（朝一）
  - よるとあさの歌Ec

- ムシシリーズ（蜂須賀篤郎）
  - 愛の裁きを受けろ！
  - 愛の罠にはまれ！

2017年
- おやすみなさい、また明日（つぐみ）
- 秋山くん（2017年 - 2022年、柴大輔）
  - 秋山くん second
  - 秋山くん final

- 鴆 –ジェン–（ツァイホン）

2018年
- 花鳥風月4（火弦）
  - 花鳥風月4 ※月刊ディアプラス2018年07月号付録

- カッコウの夢（瀬野有滋）
- アワーハウスラブトラブル（のの彦）

2019年
- 君と僕と世界のほとり Phrase2 迷い恋バレンタイン（佐野椿⽣）
  - 君と僕と世界のほとり Phrase3 片思い卒業式（佐野椿⽣）

- 佐々木と宮野（2019年 - 2020年、平野大河）
  - 佐々木と宮野 Vol.2

- 俺達は新婚さんかもしれない1（2019年 - 2023年、茄子川紫、茄子川紺治）
  - 俺達は新婚さんかもしれない2
  - 俺達は新婚さんかもしれない3 ハネムーン編

- めぐみとつぐみ（2019年 - 2021年、山田つぐみ）
  - めぐみとつぐみ2

2020年
- 黄昏アウトフォーカス（2020年 - 2025年、土屋真央）
  - 残像スローモーション
  - 黄昏アウトフォーカス overlap
  - 宵宵モノローグ
  - 黄昏アウトフォーカス long take

2021年
- 鯛代くん、君ってやつは。（2021年 - 2023年、蛯原勇太）
  - 鯛代くん、君ってやつは。2

2023年
- 舌先から恋（稔世）※コミックス1巻ドラマCD付き特装版 
  - 舌先から恋1

- 愛飢え、もっと。1（立花壱哉）
  - 愛飢え、もっと。ミニドラマCD ダリア 2024 2月号付録

2024年
- 着飾るヒナはまだ恋を知らない（日並景太）
- ホワイトナイトビターポルノ（成嶋泪）
- 秘密の森の魔術師はのどかを願う（シャガール）

### 吹き替え

#### 映画
- レディ・プレイヤー1（2018年、ショウ[905]）
- ワイルド・ストーム（2019年、ウィル〈トビー・ケベル〉[906]）
- クリスティーン（2019年、アーニー〈キース・ゴードン〉） - ULTRA HD BD版
- ハード・ヒット 発信制限（2022年、謎の脅迫者〈チ・チャンウク〉[907]） - Blu-ray版
- 俺の過ち（2023年 - 2024年、ロニー）
  - 君の過ち
- グランツーリスモ（2023年、ヤン・マーデンボロー〈アーチー・マデクウィ〉[908]）
- 猿の惑星/キングダム（2024年、ノア〈オーウェン・ティーグ〉[909]）
- 貴公子（2024年、貴公子〈キム・ソンホ〉[910]） - Blu-ray＆DVD版

#### ドラマ
- 朝鮮弁護士 (韓国2023年) 朝鮮弁護士カン・ハンス 誓いの法典（DVD、NHK:2025年、カン・ハンス〈ウ・ドファン〉)
- 花より男子〜Boys Over Flowers（2009年、男子生徒）
- ヴァイキング 〜海の覇者たち〜（2015年、シグルズ[3]）
- ロスト・イン・スペース シーズン3（2021年、ウィル・ロビンソン）

#### アニメ
- 羅小黒戦記 ぼくが選ぶ未来（2020年、ロジュ[911]）
- ナタ転生（2021年、仮面男）
- シザー・セブン シーズン3（2021年、オーヤン・ザン）
- メカアマト（2022年 - 2025年、メカボット[912]） - 3シリーズ
  - メカアマト MOVIE[913]
- 外見至上主義（2022年、パク・ヒョンソク[914]）
- スター・ウォーズ:ビジョンズ Volume2（2023年、トール[915]）
- LEGO スター・ウォーズ/リビルド・ザ・ギャラクシー（2024年、デーヴ・グリーブリング）
- ヨウゼン（2025年、孫悟空[916]）
- ネコのクラちゃん Ordinary days（2025年、メトス クライシス[917]）

### デジタルコミック
2010年代
- VOMIC ニセコイ（2012年、一条楽）
- VOMIC 虹色デイズ（2013年、羽柴夏樹）
- 告白実行委員会〜恋愛シリーズ〜（2015年 - 2017年、山本幸大） - 2作品
- 未成年だけどコドモじゃない（2017年、鶴木尚）
- すべての人類を破壊する。それらは再生できない。（2019年、神納はじめ）

2020年
- YUKI×AOIキメラプロジェクト（2020年 - 2022年、ハカセ）

2021年
- 7年後のバッドエンド（キョウ）
- 月のお気に召すまま（2021年 - 2022年、滝島月）※第6巻購入特典URLページ、別冊マーガレット2021年7月付録URLカード、コミックス9巻発売記念PV
- MONSTERS（ディーアール）
- 『豚公爵に転生したから、今度は君に好きと言いたい』“朗読”ボイスコミック動画（朗読）

2022年
- 『ウィッチウォッチ』ショートコント動画（2022年 - 2023年、乙木守仁、真神圭護、ナレーション 他）
- 幼なじみが絶対に負けないラブコメ お隣の四姉妹が絶対にほのぼのする日常（丸末晴）
- じつは義妹でした。〜最近できた義理の弟の距離感がやたら近いわけ〜（真嶋涼太）
- ダンジョンの幼なじみ（ヴァン）
- きみはマシェリ（河合）

2023年
- 勇者の俺様が魔導士なんかに!（ケイン）

2024年
- VOMIC 極東ネクロマンス（天涅耀司）
- 聖女なのに国を追い出されたので、崩壊寸前の隣国へ来ました（ダルエスト） - 2025年にテレビ放送

### オーディオドラマ
2010年代
- TVアニメ第4期『弱虫ペダル GLORY LINE』オリジナルボイスドラマ第5弾「追う背中」（2018年、青八木一）
- 神域のカンピオーネス オーディオドラマ（2018年、草薙護堂） - 第4巻限定版付属シリアルコード
- 冴えない彼女の育てかた Fine ミニボイスドラマ「恵と倫也の劇場紹介」（2019年、安芸倫也）

2020年
- アニメ「ポケットモンスター」オリジナルオーディオドラマ「ダンデのとある朝」（キバナ）
- 乙女剣武蔵ミニドラマ劇場（柳生十兵衛）

2021年
- 転生悪女の黒歴史（ヨミ・ブラックサレナ） - LaLaDX2021年11月号・月刊LaLa2021年12月号ボイスドラマシリアルコード
- きみの声が聴きたい！イケメンボイスフェア

2022年
- 聴くanime「秒速探偵」（桜井奏）
- 弱虫ペダル SPARE BIKE キャラボイス動画（青八木一） - コミックス第10巻購入者特典

2023年
- アイドルマスター SideM「315 PASSION CONTENTS」（2023年 - 2024年、御手洗翔太） - 3作品

### オーディオブック
- のぼうの城（2017年、石田三成[946]）
- 松岡禎丞の朗読「赤い部屋」（2018年、ナレーター[947]）
- よるのばけもの（2018年、安達 / 語り[948]）
- 傲慢と善良（2024年、朗読[949]）

### 特撮
- 仮面ライダーギーツ（2022年 - 2024年、スエルの声、ヴィジョンドライバー / レーザーレイズライザー / ジリオンドライバーのシステムボイス[950][5]） - 2作品[一覧 59]

### ラジオ
※はインターネット配信。
- 島﨑信長と松岡禎丞のマジメかっっっ!!!（2012年 - 2013年、携帯用「声優アニメイト」おしゃべり放送局※）
- ソードアート・オンエアー（2012年 - 2013年、超!A&G+※・HiBiKi Radio Station※）
- ノーラジオ・ノーライフ ゲーマー兄弟がラジオをするそうです。（2014年、2015年、2017年 - 2018年、HiBiKi Radio Station※）[951]
- ソードアート・オンライン –ラジオ・フラグメント–（2014年、funラジオ※）[952]
- キャプテン松岡のラジオ爽海バッカニアーズ!（2014年、音泉※）[953]
- ソードアート・オンエアーII（2014年 - 2015年、超!A&G+※・HiBiKi Radio Station※）
- ミカグラ学園ラジオ放送部（2015年、HiBiKi Radio Station※）[954]
- アオハルラジオ〜白黒つけてやろうじゃないか!〜（2015年、アニメ公式サイト内※）[955][956]
- ダイヤのA 〜ネット甲子園〜（2015年 - 2016年、音泉※・HiBiKi Radio Station※）[957]
- 虹色ラジオデイズ（2016年、音泉※）[958]
- 松岡ハンバーグ（2018年 - 、音泉※）[18]
- ソードアート・オンエアー アリシゼーション（2018年 - 2019年、音泉※）[959]
- アイドルマスター SideM ラジオ 315プロNight!（2019年、2021年、2024年、ニコニコ生放送「アイドルマスターSideMラジオチャンネル」※）
- TVアニメ「ダンジョンに出会いを求めるのは間違っているだろうかII」【Amazon.co.jp限定】全巻購入特典スペシャルラジオCDを、宣伝するためのミニラジオを配信するのは間違っているだろうか！？（2019年、音泉※）[960]
- ソードアート・オンエアー（2019年 - 2021年、ニッポン放送）[961]
- 海辺のエトランゼ ゾッコンラジオ！（2020年、YouTube「松竹チャンネル」※）[962]
- 魔王城のラジオでおやすみ（2020年、超!A&G+※）[963]
- ソードアート・オンエアー プログレッシブ（2021年 - 2022年、ニッポン放送）[964]
- 豚のラジオは加熱しろ（2023年 - 2024年、音泉※・YouTube「アニプレックスチャンネル」※）[965]

### ラジオドラマ
- ラジオドラマ O＊G＊A 鬼ごっこロワイアル（式部鷹丸）
- 魔道祖師 日本語版ラジオドラマ（聶懐桑[966]）
- 錻力のマリ・アンペール クロシェット（シャルル[967]）
- 中二病な僕の革命的アオハル[968]

### ラジオCD
- ラジオCD 「アオハラジオ」 新規録り下ろしゲスト
- ラジオアラタカンガタリ 〜らじかん〜CD VOL.2 第13、14回、公開録音回
- ラジオCD 「M3〜ソノ黒キラジオ〜」 Vol.1 第3回・Vol.3 第20回、新規録り下ろしゲスト
- ラジオCD 「エルドライブ【ēlDLIVE】〜ジャンルノRadio〜」 第6回
- DJCD「ラジオで エロマンガSENSATION！」 Vol.1 第3、7回、新規録り下ろしゲスト・Vol.2 新規録り下ろしゲスト
- DJCD 「乙女ゲームの破滅フラグしかないラジオパーソナリティーに転生してしまった…」 新規録り下ろしゲスト
- <音泉> サプリCD・スペシャルCD2020〜2023 ※<音泉>キャンペーン2020〜2023特典CD[969][970]
- ラジオCD 「カンピオーネ! 」〜日笠・日高はまつろわず〜 第4回
- ラジオCD 「鬼滅ラヂオ」 第二巻 第18、19回・第三巻 第22、23回・第四巻 第42回・鬼滅の宴 特別編 ※TVアニメ「鬼滅の刃」スペシャルイベント〜鬼滅の宴〜 豪華版パンフレット特典CD[971]
- 恋チョコラジオ ラジオCDだいさんだん！ 第30回
- ヴァイスシュヴァルツpresentsラジオ「五等分の花嫁∽」 第3、4回、20、21回
- 五等分の花嫁カードゲームpresentsラジオ「五等分の花嫁*」 第5、6回
- 近藤隆のももんがあッCD 松岡禎丞の位
- DJCD 斉藤壮馬・石川界人のダメじゃないラジオ 第9期 新規録り下ろしゲスト
- ラジオCD 「冴えないラジオの育てかた」 Vol.2 新規録り下ろしゲスト
- ラジオCD 「冴えないラジオの育てかた Again」 第15、17回、新規録り下ろしゲスト
- DJCD 「佐々木と宮野 ささみゃーラジオ」 第2回
- ラジオCD 「食戟のソーマ種田高橋料理學園」 Vol.1 第3回
- ラジオCD 「松岡茅野料理學園 in お食事処まつおか」 ※「食戟のソーマ 〜お食事処まつおか〜」Vol.4【Amazon.co.jp限定版】[972]
- ラジオCD 「松岡茅野料理學園 in お食事処まつおか 弍ノ皿」 ※「食戟のソーマ 〜お食事処まつおか〜 弍ノ皿」「食戟のソーマ弐ノ皿presents おあがりよ、まつおかさん！」【Amazon.co.jp限定2巻購入特典】[973]
- ラジオCD『TVアニメ「SUPER LOVERS」 RADIO LOVERS』 Vol.1 第3回、新規録り下ろしゲスト
- 「SUPER LOVERS」ラジオCD ※エメラルド2016年春の号、夏の号付録
- ラジオCD 「スタミュラジオ〜目指せ！ラジオスター〜」 第6回
- ソードアート・オンエアー Vol.1 - 4
- ソードアート・オンエアーII Vol.1 - 4
- DJCD 「ソードアート・オンエアー アリシゼーション」
- ラジオCD 「ダイヤのA 〜ネット甲子園〜」 Vol.3 第24回・Vol.9 新規録り下ろしパーソナリティ・Vol.11 - 13
- DJCD 「ラジオに松岡との出会いを求めるのは間違っているだろうか」 3階層 第13回、新規録り下ろしゲスト
- ダンジョンに出会いを求めるのは間違っているだろうかII Amazon.co.jp限定スペシャルラジオCD ※「ダンジョンに出会いを求めるのは間違っているだろうかII」【Amazon.co.jp限定全巻購入特典】[974]
- ラジオCD 「虹色ラジオデイズ」
- ラジオCD 「ノーラジオ・ノーライフ」 Vol.1 - 3
- ラジオCD 「マンアシラジオ 」 Vol.1 新規録り下ろしゲスト
- DJCD 「松岡ハンバーグ」[975]
- ラジオCD 「ミカグラ学園ラジオ放送部 」 Vol.1・2
- ラジオCD 「ラグラジ！」 Vol.1 第10回・Vol.2 新規録り下ろしゲスト
- ラジオCD 「Re:ゼロから始める異世界ラジオ生活」 Vol.3 第18回・Vol.4 第31回・Vol.5 第43回・Vol.6 第53回
- DJCD 「鷲崎健・藤田茜のグレパラジオ」〜ブラウン編〜 新規録り下ろしゲスト

### その他CD
- 憧れシリーズ 憧れの職業CD VOL.2 ローファーム〈弁護士〉編（原田智也）
- Uncontrollable キャストモノローグ（宮代拓留[976]）
- いっしょにお風呂 VOL.03 うぶな彼 JYUNPE（JYUNPE[977]）
- 今、隣のキミに恋をする。CASE2 東屋大志（東屋大志[978]）
- オ・ト・ナ限定 秘密のCD secret I（小宮山祐太[979]）
- おはようからおやすみまで 第1弾 運動部の恋 〜眩しいマネージャー〜（真田ハヤト[980]）
- KISS×KISS collections Vol.27 ヴィヴァーチェキス（聖澤遥）
- 恋するサリエル -死神のデート-（イザナミシモン[981]）
- 死神彼氏シリーズ 死神デートCD vol.3 Re:BIRTHDAY SONG〜アメ〜（アメ[982]）
- 十三支演義 〜偃月三国伝2〜「桃園恋綴り 周瑜・孫権編〜おでかけの巻〜」（孫権[983]）
- 『初心カレ』不器用高校生〜勇樹編〜（五十嵐勇樹[984]）
- 全作品人気キャラクター 名台詞55朗読CD[985] ※デザート2015年2月号付録
- 大正×対称アリス -Special Side Story- アリス「労働編」（アリス[986]） ※【AGF2017-大正×対称アリスくじ2017】B1賞：録り下ろしシチュエーションCD
- VOICARION VII〜女王がいた客室〜Team3/5 公演CD（アレックス[987]）
- 「Honeymoon」 vol.22 北川理（北川理[988]）
- Majestical cr[L]own Lesson2 ルーク（ルーク・ウォーレンス[989]）
- LOVE★DON!!★QUIXOTE Vol.5（レノ先輩[990]）
- 朗読喫茶 噺の籠 〜あらすじで聴く文学全集〜 風立ちぬ/野菊の墓/舞姫（「野菊の墓」の朗読[991]）

### テレビ番組
- 声龍門（2015年5月27日 - 6月24日、TOKYO MX）
- 番宣部長（2015年8月、AT-X）
- club RAINBOW〜虹色デイズ〜（2016年1月10日 - 4月3日、TOKYO MX）[992]
- 島崎信長・松岡禎丞 コミック☆プリンスカフェ（2017年・2018年、日テレプラス）[993][994]
- 極めよ！安眠への道！（2020年10月6日 - 12月22日、AT-X）[995]

#### インターネット番組
- 空と白のニコ×2ライフ さぁ――生でゲームをはじめよう（2014年3月27日 - 6月25日、ニコニコ生放送「メディファク アニメチャンネル」[996]）
- 食戟のソーマ 〜お食事処まつおか〜（2015年4月17日 - 10月16日・12月18日、音泉[997]）
  - 食戟のソーマ弐ノ皿presents おあがりよ、まつおかさん！（2016年7月1日 - 9月16日、音泉[998]）
  - 食戟のソーマ 〜お食事処まつおか 弐ノ皿〜（2016年7月8日 - 9月23日、音泉[998]）
- 松岡と内田のガンガンGAちゃんねる（2016年7月14日 - 2021年1月7日、ニコニコ動画・YouTube「GA文庫チャンネル」）
- TVアニメ「私がモテてどうすんだ」WEB動画番組「四×五×六×七」（2016年10月12日 - 2017年3月1日、YouTube[999]）
- Say U Play【公式声優チャンネル】 (2020年 - 、YouTube)[1000]

### CM
- ソードアート・オンライン -メモリー・デフラグ- CM
  - 松岡禎丞さん出演バージョン（2016年[1001]）
  - 松岡禎丞さんのど自慢篇（2017年[1002]）
  - 刑事ドラマ篇（2017年[1003]）
  - ゾンビ襲来篇（2018年[1004]）
  - 宇宙篇（2019年[1005][1006]）
  - まんが道篇（2020年[1007]）

### PV
- 『DAYS』キャラクターPV（風間陣[1008]）
- 『蝶々事件』（源イ織[1009]）
- 『弱キャラ友崎くん』（友崎文也[1010]）
- 『友人キャラは大変ですか？』PV（小林一郎[1011]）
- MF文庫J『教え子に脅迫されるのは犯罪ですか？』スペシャルアニメPV（天神[1012]）
- 月刊ComicREX『1年A組のモンスター』 3巻発売記念PV（自見太郎[1013]）
- 電撃文庫『豚のレバーは加熱しろ』PV （豚[1014]）
- 『ド級編隊エグゼロス』特別ボイスPV（炎城烈人[1015]）
- スニーカー文庫『最強出涸らし皇子の暗躍帝位争い』スペシャルPV （アルノルト・レークス・アードラー[1016]）
- 『鯛代くん、君ってやつは。』（蛯原[1017]）
- 『このファン』×『リゼロ』コラボ「ペテルギウス」紹介PV＜このすば＞（ペテルギウス・ロマネコンティ[1018]）
- 別冊少年マガジン『杖と剣のウィストリア』 PV（ウィル[1019]）
- 『7年後のバッドエンド』ダイジェストPV （キョウ[1020]）
- ダッシュエックス文庫『カンピオーネ! ロード・オブ・レルムズ』スペシャル紹介PV（草薙護堂[1021]）
- 『原神』キャラクターPV （魈[1022]）
- 『幼なじみが絶対に負けないラブコメ』友情PV（丸末晴[1023]）
- 『悪徳と闇の契り』（邪神クルーガー[1024]）
- 『呪い子の召使い』（柴宮幸）ボイス入りPV（アルベール[1025]）
- 『俺だけレベルMAXなビギナー』公式PV、主人公・鈴木裕人 名台詞集（ナレーション、鈴木裕人[1026]）
- Penthouse - 雨宿り [Animation video Full Ver.]（宗一[1027]）
- 『月のお気に召すまま』コミックスPV（月[1028]）
- 『光が死んだ夏』コミックスPV(2)（よしき[1029]）
- 『勇者症候群』PV（アズマ[1030]）
- 「カグヤについての異動報告」キャラクターPV②（アズマ[1031]）
- 『俺達は新婚さんかもしれない３ ハネムーン編』（茄子川[1032]）
- 『ブルーピリオド』 14巻発売記念PV（村井八雲[1033]）
- 『イジめてごっこ。』 1巻発売記念PV（真広[1034]）
- 『ドラゴンクエストモンスターズ３　魔族の王子とエルフの旅』ファイナルトレーラー（ナレーション、ベネット[1035]）
- 『泡沫のユークロニア』PV（露草[1036]）
- 『勇者の俺様が魔導士なんかに！』ボイスコミックPV（ケイン[1037]）
- 『ライドカメンズ』キャラクター紹介PV （皇紀[1038]）
- 『黄昏アウトフォーカス』PV（土屋真央[1039]）
- 『ちびゴジラの逆襲』インタビューPV（ちびメカゴジラ[1040]）
- 月刊ComicREX『1年A組のモンスター』 13巻発売記念PV （自見太郎[1041]）
- 『はじめよう、ヒーロー不在の戦線を。』（高橋嗣道[1042]）
- 『ベイク・ベイク・ベイク』PV（羽澄トロ[1043]）
- 『平野と鍵浦』5巻発売PV（平野大河[1044]）
- 『半グレ‐六本木 摩天楼のレクイエム‐』第12巻 発売記念ボイスコミックPV（乙矢恭一[1045]）

### MV
- 「レンズ越しの景色 feat. 山本幸大」ミュージックビデオ『告白実行委員会』（山本幸大[1046]）
- 「Blue Fire」ミュージックビデオ『東京リベンジャーズ』（三ツ谷隆[1047]）
- 「イタキス feat. 服部樹里・山本幸大」『告白実行委員会』（山本幸大[1048]）
- 「色褪せない気持ち」Music Video 『五等分の花嫁』（上杉風太郎[1049]）
- 「ERROR」Music Video『ブレイクマイケース』（節見静[1050]）

### ナレーション
- リアル宝探し 〜海神ポセイドーンを封印せよ〜in 横浜・八景島シーパラダイス（2017年11月1日、DVD）[1051]
- ABUソングフェスティバルin四川（2017年12月9日、NHK総合テレビ / 12月24日、NHK BSプレミアム）[1052]
- くりぃむクイズ ミラクル9（2019年3月27日 / 2020年6月24日 - 、テレビ朝日） - 「読み解け!54字の物語クイズ」ナレーション[1053]
- 東京プラネタリウム（2020年3月31日 他 、NHK BS8K）[1054][1055]
- 『ソードアート・オンライン』刊行10周年記念特番「作曲家 梶浦由記とSAOの音楽」（2020年4月11日、TOKYO MX）[1056]
- 世界大自然紀行：ポルトガル（2020年4月12日、ナショジオ ワイルド）[1057]
- 涙がこぼれる20の物語 vol.1・vol.3・vol.4（2020年6月4日、DVD）[1058]
- ワールドドキドキビデオ（2020年9月20日、12月27日、2021年3月30日、6月23日、2022年2月10日、3月29日、7月6日、10月1日、12月18日、2023年7月18日、2024年1月30日、7月25日、2025年6月25日、日本テレビ）[1059]
- I LOVE みんなのどうぶつ園（2020年10月3日 - 2022年3月26日　日本テレビ）[1060]
- Amazon Prime Video あなたのアニメが、ここにある（2020年12月18日、YouTube）[1061]
- ザキヤマの部屋に在庫がやってくるゥ！芸能人が部屋に届いた在庫を売り切る過酷ロケ / 予習復習スペシャル（2021年1月4日、1月11日、テレビ東京）[1062][1063][1064]
- ティモンディのやればできる！42.195〜別府大分毎日マラソン特別編〜（2021年2月7日、RKB毎日放送）[1065]
- 日本アカデミー賞授賞式 完全まるわかりガイド / 第44回 日本アカデミー賞授賞式（2021年3月13日、3月19日、日本テレビ / CS日テレ）
  - 日本アカデミー賞授賞式 直前SP / 第45回 日本アカデミー賞授賞式（2022年3月6日、3月11日、日本テレビ / CS日テレ）
- ZIP!（2021年6月21日、日本テレビ） - 「流行ニュース キテルネ!」ナレーション[1066]
- CDTV ライブ! ライブ!COUNT DOWN TV（2021年7月5日、2024年2月12日、TBS）[1067]
- 中居正広の金曜日のスマイルたちへ（2021年7月9日、TBS）[1068]
- 林修の今でしょ!講座（2021年8月24日、テレビ朝日）
- サンドウィッチマンのどうぶつ園飼育員さんプレゼン合戦 ZOO-1グランプリ（2021年11月30日、CBC）[1069]
- 超無敵クラス（2022年2月2日、2月9日、日本テレビ）
- 家族になろうよ（2022年2月23日、NHK総合テレビ / 7月2日、NHKBSプレミアム）[1070][1071]
- イモヅル式に学ぼう!NHKラーニング（2022年3月15日 - 、NHK Eテレ）
- ★舞台『ハリポタ』開幕直前SP!&大ヒット上映中!映画『五等分の花嫁』（2022年5月25日、TBS）[1072]
- musicるTV（2022年8月29日、テレビ朝日）[1073]
- シューイチ（2022年10月30日 - 12月18日、日本テレビ） - 「THE TOKIWA」ナレーション[1074]
- Z世代声優が選ぶ!昭和アニメのスゴい声優50人はこれだ!人気アニメの超お宝映像とともに大発表SP（2023年1月4日、テレビ朝日）
- Laughmakers 笑の道（2023年3月25日、NHK総合テレビ）[1075]
- 水バラ（2023年8月9日、テレビ東京）
- クイズプレゼンバラエティー Qさま!!（2024年5月6日、テレビ朝日）
- 「五等分の花嫁 カードゲーム」遊び方動画（2024年9月23日、YouTube）[1076]

#### テレビCM
- ダンジョンに出会いを求めるのは間違っているだろうか〜メモリア・フレーゼ〜（2017年、ベル・クラネル[1077]）
- 弱キャラ友崎くん（2018年、友崎文也[1078]）
- 友人キャラは大変ですか?（2018年、小林一郎[1079]）
- ケンタッキーフライドチキン 双璧の肉王 ザ・ダブル（2018年、双璧の肉王、光と闇の騎士団長[1080]）
- 日清食品 カップヌードル新テニスの王子様 修行開始篇（2019年、錦織圭[1081]）
- ANA アニメーションCM 「東京2020オリンピック・パラリンピック競技大会」 500日前のドラマ予告（2019年[1082]）
- 白猫プロジェクト× ソードアート・オンライン（2019年）
- レンタルビデオ店ゲオのお盆セール（2019年[1083]）
- LAVIE VEGA ティザー「CREATOKYO(クリエイトーキョー) VEGA 争奪篇」（2020年、アヤト[1084]）
- 魔王城でおやすみ（2020年、魔王タソガレ[1085]）
- 遊☆戯☆王ラッシュデュエル マキシマム超絶強化パック（2020年、西園寺ネイル[1086]）
- 原神（2021年[1087]）
  - 「どこまでも冒険したい世界」篇
  - 「原神フレンズ大紹介 パート2」篇
  - 「試される君の力」篇
  - 「すっごい冒険」篇
  - 「原神フレンズ大紹介 番外編」篇
  - 「海灯祭」篇
- コミカライズ『幼なじみが絶対に負けないラブコメ』第2巻発売TVCM（2021年、丸末晴[1088]）
- Re:ゼロから始める異世界生活 Lost in Memories 第3章後編ペテルギウス登場篇（2021年、ペテルギウス・ロマネコンティ）
- 五等分の花嫁∬ 〜夏の思い出も五等分〜（2021年、上杉風太郎[1089]）
- 『一億年ボタンを連打した俺は、気付いたら最強になっていた』コミックス2巻発売CM（2021年[1090]）
- 精霊幻想記シリーズ（2021年、リオ[1091]）
- MF文庫J『ノーゲーム・ノーライフ』シリーズ 30秒CM（2021年、空[1092]）
- セブン-イレブン 北海道フェア なまら旅気分ムービー!（2022年[1093]）
- 佐々木と宮野シリーズ（2022年、平野大河[1094]）
- 『すだちの魔王城』コミックスCM（2023年[1095]）
- 電撃文庫『豚のレバーは加熱しろ』TVCM（2023年、豚[1096]）
- 『サンダー3』コミックスCM（2023年[1097]）
- Wolt（2023年[1098]）
- 【五等分の花嫁 カードゲーム】ブースターパック vol.3 いつもどこでも（2025年、上杉風太郎[1099]）

### テレビドラマ
- ボイスII 110緊急指令室（2021年7月24日、変身ベルトの声、日本テレビ[1100]）

### 映像商品
- アイドルマスター SideMシリーズ
  - THE IDOLM@STER SideM 1st STAGE 〜ST@RTING!〜 Live Blu-ray[1101]
  - THE IDOLM@STER SideM 2nd STAGE 〜ORIGIN@L STARS〜 Live Blu-ray[1102]
  - THE IDOLM@STER SideM GREETING TOUR 2017 〜BEYOND THE DREAM〜 LIVE Blu-ray[1103]
  - アイドルマスター SideM Five-St@r Party!![1104]
  - THE IDOLM@STER SideM 3rdLIVE TOUR 〜GLORIOUS ST@GE!〜 LIVE Blu-ray Side MAKUHARI[1105]
  - THE IDOLM@STER SideM 4th STAGE 〜TRE@SURE GATE〜 LIVE Blu-ray
  - THE IDOLM@STER SideM 6thLIVE TOUR 〜NEXT DESTIN@TION!〜 Side TOKYO LIVE Blu-ray
- TVアニメ異世界食堂『洋食のねこや』の特別営業[1106]
- MF文庫J×響-HiBiKi Radio Station- 一夜限りのトリプル公録祭り！[1107]
- オトメイトパーティー2013 - 2015、2017 - 2019、2024[1108][1109][1110][1111][1112][1113][1114]
- 鬼滅の刃シリーズ
  - 鬼滅の宴[1115]
  - 鬼滅の宴-無限列車編-[1116]
  - 鬼滅の宴-遊郭編-[1117]
  - 鬼滅の宴-刀鍛冶の里編-[1118]
- club RAINBOW vol.1 - 3[1119]
- 五等分の花嫁シリーズ
  - 五等分の花嫁 スペシャルイベントin よみうりホール2019.05.05[1120]
  - 五等分の花嫁∬ SPECIAL EVENT 2021 in 中野サンプラザ[1121]
  - 五等分の花嫁 SPECIAL EVENT 2023 in 横浜アリーナ[1122]
  - 五等分の花嫁 5th Anniversary EVENT in 横浜アリーナ[1123]
- TVアニメ「SERVAMP-サーヴァンプ-」スペシャルイベント「SERVAMP FESTIVAL」 DVD[1124]
- 冴えない彼女の育てかたFes. Fine 〜glory moment〜[1125]
- 私立藤崎女子中学‛大’文化祭 総集編[1126]
- 食戟のソーマシリーズ
  - 食戟のソーマ 〜お食事処まつおか〜 Vol.1 - 4[1127]
  - 食戟のソーマ 〜お食事処まつおか 弐ノ皿〜[973]
  - 食戟のソーマ弐ノ皿presents おあがりよ、まつおかさん！[1128]
- 戦国ブログ型朗読劇 「SAMURAI.com 叢雲-MURAKUMO-」
- ソードアート・オンライン -フルダイブ-[1129]
- DAYSシリーズ
  - DAYS ハーフタイムスペシャルミーティング収録DVD（編集版）[1130]※きゃにめ.jp限定DVD第2 - 5巻連動購入特典
  - TVアニメ「DAYS」聖蹟高校サッカー選手権収録DVD（編集版）[1130]※きゃにめ.jp限定DVD第6 - 9巻連動購入特典
- ダイヤのAシリーズ
  - ダイヤのA 青道高校 青心寮クリスマスパーティーDVD[1131]※きゃにめ.jp限定DVD第11 - 13巻連動購入特典
  - ダイヤのA -オールスターゲームII- DVD[1131][1132]※きゃにめ.jp限定DVD第1 - 4巻連動購入特典
  - ダイヤのA The ORCHESTRA Blu-ray[1133]
  - ダイヤのA -オールスターゲームIII- DVD[1134]※ファンクラブ限定BD&DVD第1 - 4巻連動購入特典
  - ダイヤのA actII The ORCHESTRAII イベントDVD[1135]※ファンクラブ限定BD&DVD第5 - 8巻連動購入特典
- ときめきレシピ チャレンジクッキング編（1）〜松岡禎丞&島﨑信長〜[1136]
- トリニティセブンシリーズ
  - トリニティセブン スペシャルイベント〜魔道祭（スクールフェスティバル）〜[1137]
  - トリニティセブン スペシャルイベント〜美少女魔道士と夏休み〜[1138]
  - 「劇場版トリニティセブン -天空図書館と真紅の魔王-」スペシャルイベント魔道納涼祭 Blu-ray[1139]
- バンダイナムコエンターテインメントフェスティバル 2days LIVE Blu-ray
- ひとりじめマイヒーロー スペシャルイベント「HOME PARTY!」[1140]
- プリンス・オブ・ストライド オルタナティブ FAN MEETING 2016 TO BE ALIVE[1141]
- 魔界王子 presents 魔宴:秋の大サバト コキュートスへようこそ!![1142]
- 松岡ハンバーグ 〜つぐバーグ編〜[1143]
- ミカグラ学園組曲先行上映イベント「入学前夜」ダイジェスト映像[1144]※ミカグラ学園組曲 vol.1限定特典
- 宵夜森ノ姫 待宵月の円舞曲[1145]
- 弱虫ペダル スペシャルイベント〜LE TOUR DE YOWAPEDA 2017〜[1146]
- 朗読館「池袋ナイトアウルテールズ」1 - 2[1147][1148]

### 舞台
- 戦国ブログ型朗読劇 SAMURAI.com 叢雲-MURAKUMO-（2012年2月12日）
- SUPER SOUND THEATRE VINLAND SAGA~英雄復活の章~（2017年9月30日、10月1日[1149]）
- 演劇企画CRANQ 6th STAGE Sound Play #2 『プリモ・ピアット~聖夜のヒミツ~』（2017年12月21日、23日[1150]）
- プレミア音楽朗読劇『VOICARION VII 女王がいた客室』（2020年3月5日[1151]）
- プレミア音楽朗読劇『VOICARION IX 帝国声歌舞伎~信長の犬~』（2020年9月5日[1152]）
- 朗読館「池袋ナイトアウルテールズ」（2020年9月6日[1153]）
  - 朗読館「池袋ナイトアウルテールズ」スペシャルイベント（2021年4月17日[1154]）
  - 朗読館「池袋ナイトアウルテールズ2」（2021年7月25日[1155]）
- 詠唱劇「新本格魔法少女りすか」（2020年11月3日、朗読、供犠創貴[1156]）
- オランピアソワレ~Un Cadeau pour toi~（2022年4月24日、朱砂[1157]）
- 朗読劇「平野と鍵浦」（2022年7月10日、平野大河[1158]）
- ソードアート・オンライン -DIVE TO STAGE-（2022年11月8日 - 13日、キリトの声[1159]）
- -音読Stage-Story of Songs Track1 ORANGE RANGE（2023年2月11日[1160]）
- プレミア音楽朗読劇『VOICARION XVII~スプーンの盾~』（2023年12月11日[1161]）
- 朗読劇「むかしむかしあるところに、死体がありました。」（2024年4月20日[1162]）
- プレミア音楽朗読劇『VOICARION XIX~スプーンの盾~』（2025年1月18日[1163]）
- ノサカラボ『TASTE OF SOUND WAVE Readings with Live music Sherlock Holmes #5』（2025年7月19日[1164]）
- CharadeManiacs -Howling Deception-（2025年11月30日、凝部ソウタ[1165]）

### 玩具・グッズ
- 電玉 SAO EDITION（キリトの声[1166]）
- PROPLICA 夜空の剣（キリトの声[1167]）
- 鬼滅の刃POD（嘴平伊之助の声[1168]）
- 鬼滅の刃 DX日輪刀〜煉獄杏寿郎〜（嘴平伊之助の声[1169]）
- 鬼滅の刃 全集中パッド（嘴平伊之助の声）
- 鬼滅の刃 NARIKIRI日輪刀〜嘴平伊之助〜（嘴平伊之助の声[1170]）
- PROPLICA 青薔薇の剣（キリトの声[1171]）
- 鬼滅の刃 剣士の道（嘴平伊之助の声）
- PROPLICA 日輪刀（嘴平伊之助）（嘴平伊之助の声[1172]）
- 仮面ライダーギーツ 変身ベルト DXヴィジョンドライバー（システムボイス[950][5]）
- 仮面ライダーギーツ DXレーザーレイズライザー（システムボイス）[5]
- 仮面ライダーギーツ PREMIUM DXメモリアルレーザーレイズライザー（システムボイス）
- 仮面ライダーギーツ 変身ベルト DXジリオンドライバー（スエルの声[1173]）
- 仮面ライダーギーツ PREMIUM DXメモリアルヴィジョンドライバー&ハイスペックベルト帯セット（システムボイス、スエルの声）
- 仮面ライダーギーツ DXレーザーレイズドライバー（システムボイス）

### パチンコ・パチスロ
- パチスロ まつりば!（クウガ[1174]）
- パチスロ ダンジョンに出会いを求めるのは間違っているだろうか（ベル・クラネル[1175]）
- Pフィーバーダンジョンに出会いを求めるのは間違っているだろうか（ベル・クラネル）
- パチスロ Re:ゼロから始める異世界生活（ペテルギウス・ロマネコンティ[1176]）※パスワードの一つが松岡の誕生日「0917」になっており、設定すると音声の一部がペテルギウスに変わる。
- スロット Re:ゼロから始める異世界生活 season2（ペテルギウス・ロマネコンティ、ジュース）
- P Re:ゼロから始める異世界生活 M06（ペテルギウス・ロマネコンティ）
- P Re:ゼロから始める異世界生活 鬼がかりVer.（ペテルギウス・ロマネコンティ）
- ノーゲーム・ノーライフ THE SLOT（空[1177]）
- スロット ソードアート・オンライン（キリト[1178]）
- パチスロ ダンジョンに出会いを求めるのは間違っているだろうか2（ベル・クラネル[1179]）
- ぱちんこ ｅ冴えない彼女の育てかた（安芸倫也）

### その他コンテンツ
- CV.オレ！[1180]※漫画原案
- 日本公認会計士協会 職業紹介DVD「転校生は公認会計士!」（タカシ）
- THE WORLD ANALYZER〜スーパーコンピュータで解く宇宙の謎〜（ユタカ） -  バンドー神戸青少年科学館 プラネタリム番組
- ソードアート・オンラインII「リアル謎解きRPG：ラーズグリーズを救え！」（キリト[1181]）
- ビットワールド（Eテレ、2015年7月17日[1182]、9月4日）
- 音泉インフォメーション ナビゲーター（音泉：2015年10月）[1183]
- ソードアート・オンライン ザ・ビギニング Sponsored by IBM（キリト[1184]）
- 日清カップヌードル ドSニック・パラダイス〜行こうぜ。スパイシーの絶頂へ〜（アグス君、モト君、リチャード君[1185]）
- シンデレラタイム "プリプリンス"（月守翠々[1186]）
- シン・アリマ（グランドガゼル、ニホンネコ[1187]）
- 劇場版 ソードアート・オンライン -オーディナル・スケール- in JOYPOLIS EXTRA STAGE ジョイポリスを攻略せよ！（キリト[1188]）
- マチ★アソビVol.23 ロープウェイガイドアナウンス（キリト[1189]）
- ソードアート・オンライン -エクスクロニクル- Sound AR（キリト[1190]）
- URくらしのカレッジ「教えてUR！〜RYOMAと歩く団地の環境篇」CV:松岡禎丞（ナレーション、RYOMA[1191]）
- Color of Life #05 マスタード・バイトの先輩編（バイトの先輩[1192]）
- CV部 #29、35、36（プリウスPHV、ハイエース、和田積くん[1193][1194][1195]）
- 浦島坂田船 4thアルバム『RAINBOW』オリジナルアニメ（松竹[1196]）
- ソードアート・オンライン【電撃文庫朗読してみた】（朗読[1197]）
- 幼なじみが絶対に負けないラブコメ【電撃文庫朗読してみた】（朗読[1198]）
- 神様のメモ帳【電撃文庫朗読してみた】（朗読[1199]）
- 東京ドームシティ アトラクションズ ×鬼滅の刃〜全集中！おもてなし大作戦！〜（嘴平伊之助[1200]）
- リアル脱出ゲーム×鬼滅の刃 鬼棲まう那田蜘蛛山からの脱出（嘴平伊之助[1201]）
- 東京リベンジャーズ POP-UP STORE（三ツ谷隆[1202]）
- ソードアート・オンライン 浮遊城《アインクラッド》第72層からの脱出-謎を解き、攻略組を救え-（キリト[1203]）
- メシ声（マカロン、プロテインバー[1204][1205]、目玉焼きハンバーグ、豆腐ハンバーグ）
- ユニバーサル・スタジオ・ジャパン 鬼滅の刃 XRライド（嘴平伊之助）
- 忍者シャーベット（敵忍者[1206]）
- 劇場版 ソードアート・オンライン -プログレッシブ- 星なき夜のアリア ローソンキャンペーン 店内放送（キリト[1207]）
- 『科捜研の女』予告映像にアテレコしてみた！[1208]
- 有馬記念スペシャルコンテンツ「朗読 有馬記念」（朗読[1209]）
- デビルズラインII[逆襲] 告知動画[1210]
- 猫星夜 -ある日の星空のおはなし-（語り[1211]）
- すき家×鬼滅の刃キャンペーン すき家のコソコソ噂話（嘴平伊之助[1212]）
- 【警察庁】アニメで学ぼうストーカー対策（間森泰造、五雲三照、記見衛[1213]）
- 『ダンジョンに出会いを求めるのは間違っているだろうか』バーチャルフィギュア（ベル・クラネル[1214]）
- チャレンジ!マチ★アソビVol.03 ロープウェイガイドアナウンス（嘴平伊之助[1215]）
- ローソンCSほっとステーション 『劇場版 ソードアート・オンライン -プログレッシブ- 星なき夜のアリア』Blu-ray＆DVD＠Loppi・HMV限定セット 予約告知（キリト[1216]）
- 宇宙なんちゃら こてつくん プラネタリウム（ナレーション、DAXAくん[1217]）
- 『私がヒモを飼うなんて』アニメーション動画（宗一[1218]）
- TRUE WIRELESS STEREO EARPHONES TVアニメ『東京リベンジャーズ』モデル（三ツ谷隆[1219]）
- ダイドーブレンド東リベ缶「オリジナル派 龍宮寺堅の主張 feat.三ツ谷隆」篇（三ツ谷隆[1220]）
- 電子マネーWAON×ソードアート・オンライン イオン店内放送[1221]
- 洗濯リベンジャーズキャンペーン オリジナルショートボイスストーリー 三ツ谷の洗濯リベンジ相談室!（三ツ谷隆[1222]）
- ソードアート・オンライン -アノマリー・クエスト-（キリト[1223]）
- サクマ製菓YouTubeチャンネル「サクマTV」（ごうくん[1224]）
- ワーナーミュージック・ジャパン洋楽 アーティスト紹介[1225]
- TVアニメ「豚のレバーは加熱しろ」特別企画「豚の豆知識（トリビア）を把握しろ」[1226]
- 北条五代×アニメ声優 デジタルスタンプラリー（二代 北条氏綱[1227]）
- AVIOT×ソードアート・オンライン コラボイヤホン（キリト[1228]）
- 鬼滅の刃×極楽湯 RAKUSPA コラボ限定館内放送「極楽湯コソコソ噂話」（嘴平伊之助[1229]）
- 『オトメイト コネクト #03』SUMMER INFORMATION（ナビゲーターボイス[1230]）
- イオン×鬼滅の刃 イオンに集え!全集中祭り オリジナル店内放送（嘴平伊之助[1231]）

## ディスコグラフィ

### キャラクターソング
| 発売日   | 商品名                                                                                            | 歌 | 楽曲                                                                        | 備考                                                                                      |
| 2011年   | 2011年                                                                                            | 2011年 | 2011年                                                                      | 2011年                                                                                    |
| -------- | ------------------------------------------------------------------------------------------------- | --- | --------------------------------------------------------------------------- | ----------------------------------------------------------------------------------------- |
| 11月23日 | THE IDOLM@STER Jupiter                                                                            | Jupiter | 「Alice or Guilty （M@STER VERSION）」 「恋をはじめよう（M@STER VERSION）」 | ゲーム『THE IDOLM@STER 2』関連曲                                                          |
| 11月23日 | THE IDOLM@STER Jupiter                                                                            | 御手洗翔太（松岡禎丞） | 「On Sunday」                                                               | ゲーム『THE IDOLM@STER 2』関連曲                                                          |
| 2012年   |                                                                                                   | |                                                                             |                                                                                           |
| 11月28日 | 円舞曲、君に／プレリュード 前奏曲                                                                 | 帝國華撃団・奏組 | 「円舞曲、君に」 「プレリュード 前奏曲」                                    | 漫画『サクラ大戦奏組』主題歌                                                              |
| 2013年   |                                                                                                   | |                                                                             |                                                                                           |
| 2月13日  | ライアー×ライアードラマCD付き4巻特装版                                                            | ラヴセルヴズ［塚口（松岡禎丞）］ | 「Forever Love」                                                            | 漫画『ライアー×ライアー』劇中歌                                                           |
| 4月24日  | サクラ大戦奏組 奏組歌音集                                                                         | 桐朋源二（松岡禎丞） | 「仲良しスイング」                                                          | 漫画『サクラ大戦奏組』関連曲                                                              |
| 5月22日  | ソードアート・オンライン BD&DVD第8巻 特典CD「BONUS DISC 8」                                       | キリト（松岡禎丞） | 「Sword & Soul」                                                            | テレビアニメ『ソードアート・オンライン』関連曲                                            |
| 6月26日  | ソードアート・オンライン BD&DVD第8巻 特典CD「BONUS DISC 9」                                       | キリト（松岡禎丞）、アスナ（戸松遥）、リーファ（竹達彩奈）、ユイ（伊藤かな恵）、シリカ（日高里菜）、リズベット（高垣彩陽） | 「Sing All Overtures」                                                      | テレビアニメ『ソードアート・オンライン』関連曲                                            |
| 7月24日  | Believe My Dice/a shadow's love song                                                              | devils and realist | 「Believe My Dice」                                                         | テレビアニメ『魔界王子 devils and realist』オープニングテーマ                             |
| 7月24日  | Believe My Dice/a shadow's love song                                                              | devils and realist | 「a shadow's love song」                                                    | テレビアニメ『魔界王子 devils and realist』エンディングテーマ                             |
| 11月6日  | TVアニメ「魔界王子」キャラクターソングミニアルバム                                                | シトリー・カートライト（松岡禎丞） | 「ever changing」 「Believe My Dice」                                       | テレビアニメ『魔界王子 devils and realist』関連曲                                         |
| 11月13日 | Dream Days!/恋色フォーエバー                                                                      | 柾木真之介（KENN）、道明寺凱（松岡禎丞） | 「Dream Days!」                                                             | ゲーム『Glass Heart Princess PLATINUM』オープニングテーマ                                 |
| 11月13日 | Dream Days!/恋色フォーエバー                                                                      | 柾木真之介（KENN）、道明寺凱（松岡禎丞） | 「恋色フォーエバー」                                                        | ゲーム『Glass Heart Princess PLATINUM』エンディングテーマ                                 |
| 11月13日 | Dream Days!/恋色フォーエバー                                                                      | 道明寺凱（松岡禎丞） | 「Dream Days!」 「恋色フォーエバー」                                        | ゲーム『Glass Heart Princess PLATINUM』関連曲                                             |
| 2014年   |                                                                                                   | |                                                                             |                                                                                           |
| 3月20日  | Photograph Journey 〜in Miyagi〜                                                                  | 針生鉄（松岡禎丞） | 「Straight Eyes」                                                           | 『Photograph Journey』イメージソング                                                      |
| 10月25日 | -                                                                                                 | 宮村伊澄（松岡禎丞） | 「知らない世界」                                                            | OVA『堀さんと宮村くん』エンディングテーマ                                                 |
| 4月30日  | サクラ大戦奏組 ヴォーカルCD「我ら奏でるこの音で/春よ来い春よ」                                    | 帝國華撃団・奏組 | 「我ら奏でるこの音で」                                                      | 舞台『サクラ大戦奏組 〜薫風のセレナーデ〜』関連曲                                         |
| 11月26日 | マンガ家さんとアシスタントさんと Blu-ray&DVD第6巻 ボーナスCD                                      | 愛徒勇気（松岡禎丞） | 「終わりなきパンツ」                                                        | テレビアニメ『マンガ家さんとアシスタントさんと』エンディングテーマ                        |
| 11月26日 | ソードアート・オンラインII BONUS DISC 2（Blu-ray&DVD第2巻 特典CD）                                | キリト（松岡禎丞）、シノン（沢城みゆき） | 「BLAZING BULLET」                                                          | テレビアニメ『ソードアート・オンラインII』関連曲                                          |
| 12月17日 | DENK!SONGS2                                                                                       | カントク（松岡禎丞） | 「Love You Tonight」                                                        | テレビアニメ『デンキ街の本屋さん』関連曲                                                  |
| 2015年   |                                                                                                   | |                                                                             |                                                                                           |
| 1月28日  | FINAL VICTORY                                                                                     | 青道高校野球部 | 「FINAL VICTORY」                                                           | テレビアニメ『ダイヤのA』エンディングテーマ                                               |
| 4月8日   | 銃皇無尽のファフニール キャラクター・ソング・アルバム －“D”の少女たち－                           | 物部悠（松岡禎丞） | 「I'll live on」                                                            | テレビアニメ『銃皇無尽のファフニール』関連曲                                              |
| 4月15日  | THE IDOLM@STER SideM ST@RTING LINE -01 Jupiter                                                    | Jupiter | 「BRAND NEW FIELD」 「Planet scape」 「DRIVE A LIVE」                       | ゲーム『アイドルマスター SideM』関連曲                                                    |
| 5月27日  | 黒蝶のサイケデリカ キャラクターCD Vol.5 紋白                                                      | 紋白（松岡禎丞） | 「ちょうちょ結び」                                                          | ゲーム『黒蝶のサイケデリカ』関連曲                                                        |
| 7月29日  | ダンジョンに出会いを求めるのは間違っているだろうか Blu-ray&DVD第2巻特典CD                         | ベル・クラネル（松岡禎丞） | 「冒険はこの手に」                                                          | テレビアニメ『ダンジョンに出会いを求めるのは間違っているだろうか』関連曲                  |
| 8月12日  | BLUE WINDING ROAD                                                                                 | 青道高校野球部 | 「BLUE WINDING ROAD」                                                       | テレビアニメ『ダイヤのA -SECOND SEASON-』エンディングテーマ                               |
| 8月12日  | BLUE WINDING ROAD                                                                                 | 金丸信二（松岡禎丞）、東条秀明（蒼井翔太） | 「BLUE WINDING ROAD」                                                       | テレビアニメ『ダイヤのA -SECOND SEASON-』関連曲                                           |
| 8月12日  | BLUE WINDING ROAD アニメイト特典                                                                  | 金丸信二（松岡禎丞） | 「BLUE WINDING ROAD」                                                       | テレビアニメ『ダイヤのA -SECOND SEASON-』関連曲                                           |
| 8月26日  | The Bravest Destiny                                                                               | チーム トイ☆ガンガン | 「The Bravest Destiny」                                                     | テレビアニメ『青春×機関銃』オープニングテーマ                                             |
| 8月26日  | The Bravest Destiny                                                                               | チーム トイ☆ガンガン | 「僕たちのザ・大成功」                                                      | テレビアニメ『青春×機関銃』イメージソング                                                 |
| 9月23日  | 終焉-Re:act-                                                                                      | E記（松岡禎丞） | 「テレーゼの溜息」                                                          | 『終焉ノ栞プロジェクト』関連曲                                                            |
| 9月25日  | ミカグラ学園組曲 Blu-ray&DVD第4巻特典CD                                                           | ビミィ（松岡禎丞） | 「不条理ルーレット」                                                        | テレビアニメ『ミカグラ学園組曲』関連曲                                                    |
| 9月30日  | 青春×機関銃 Blu-ray&DVD第1巻 スペシャルCD                                                         | チーム トイ☆ガンガン | 「日常サヴァイヴ」                                                          | テレビアニメ『青春×機関銃』イメージソング                                                 |
| 9月30日  | キャラクターソングシリーズ Side Boys 3 幸平創真                                                   | 幸平創真（松岡禎丞） | 「戟！-GEKI-」 「百皿繚乱☆献立バトル」                                      | テレビアニメ『食戟のソーマ』関連曲                                                        |
| 10月21日 | 青春×機関銃 Blu-ray&DVD第2巻 スペシャルCD                                                         | チーム トイ☆ガンガン | 「銃とオレンジ」                                                            | テレビアニメ『青春×機関銃』イメージソング                                                 |
| 10月28日 | キャラクターCD「SERVAMP-サーヴァンプ-」 Vol.5 椿&ベルキア                                         | 椿（鈴木達央）、ベルキア（松岡禎丞） | 「Who is Coming, uninvited」                                                | ドラマCD『SERVAMP-サーヴァンプ-』関連曲                                                   |
| 10月28日 | キャラクターCD「SERVAMP-サーヴァンプ-」 Vol.5 椿&ベルキア                                         | ベルキア（松岡禎丞） | 「Who is Coming, uninvited」                                                | ドラマCD『SERVAMP-サーヴァンプ-』関連曲                                                   |
| 10月28日 | ダイヤのA キャラクターソングシリーズ Vol.12 金丸信二                                              | 金丸信二（松岡禎丞） | 「TEAM ROCK」                                                               | テレビアニメ『ダイヤのA』関連曲                                                           |
| 11月4日  | ☆SHOW TIME 5☆team鳳&team柊                                                                        | team柊 | 「Caribbean Groove」                                                        | テレビアニメ『スタミュ』挿入歌                                                            |
| 11月11日 | ☆SHOW TIME 6☆team鳳&team柊                                                                        | team柊 | 「アヤナギ・ショウ・タイム」                                                | テレビアニメ『スタミュ』挿入歌                                                            |
| 11月18日 | ☆SHOW TIME 7☆team柊&辰己琉唯×申渡栄吾                                                             | team柊 | 「スター・オブ・スター！」                                                  | テレビアニメ『スタミュ』挿入歌                                                            |
| 11月25日 | ☆SHOW TIME 8☆team鳳&戌峰誠士郎×卯川 晶                                                            | 戌峰誠士郎（興津和幸）、卯川 晶（松岡禎丞） | 「キラメキラキラ」                                                          | テレビアニメ『スタミュ』関連曲                                                            |
| 12月23日 | ダンジョンに出会いを求めるのは間違っているだろうか Blu-ray&DVD第7巻特典CD                         | ヘスティア（水瀬いのり）、ベル・クラネル（松岡禎丞） | 「君と続く物語」                                                            | テレビアニメ『ダンジョンに出会いを求めるのは間違っているだろうか』関連曲                  |
| 12月23日 | ダンジョンに出会いを求めるのは間違っているだろうか Blu-ray&DVD第7巻特典CD                         | ベル・クラネル（松岡禎丞）、アイズ・ヴァレンシュタイン（大西沙織） | 「廻る想いと今」                                                            | テレビアニメ『ダンジョンに出会いを求めるのは間違っているだろうか』関連曲                  |
| 2016年   |                                                                                                   | |                                                                             |                                                                                           |
| 1月20日  | ベストフレンド【通常盤A〜虹色デイズ盤〜】                                                         | Sonar Pocket & 羽柴夏樹（松岡禎丞）、松永智也（江口拓也）、片倉恵一（島﨑信長）、直江剛（内山昂輝） | 「ベストフレンド 〜アニメCVドラマヴァージョン〜」                           | テレビアニメ『虹色デイズ』関連曲                                                          |
| 2月3日   | Rainbow Days！                                                                                    | 羽柴夏樹（松岡禎丞）、松永智也（江口拓也）、片倉恵一（島﨑信長）、直江剛（内山昂輝） | 「Rainbow Days!」                                                           | テレビアニメ『虹色デイズ』エンディングテーマ                                              |
| 2月3日   | Rainbow Days！                                                                                    | 羽柴夏樹（松岡禎丞）、松永智也（江口拓也） | 「Emotion」                                                                 | テレビアニメ『虹色デイズ』関連曲                                                          |
| 2月24日  | 青春×機関銃 Blu-ray&DVD第6巻 スペシャルCD                                                         | チーム トイ☆ガンガン & チーム ホシシロ | 「白黒つけてやろうじゃないか（仮）」                                        | テレビアニメ『青春×機関銃』イメージソング                                                 |
| 3月23日  | アーチ/I wanna be your knight                                                                     | 羽柴夏樹（松岡禎丞） | 「アーチ」                                                                  | テレビアニメ『虹色デイズ』関連曲                                                          |
| 3月23日  | soleil                                                                                            | ArS | 「手を伸ばせ！」 「ちょっとまってよ Give me a break!」                      | ゲーム『アイ★チュウ』関連曲                                                               |
| 5月25日  | WONDERLAND                                                                                        | アリス（松岡禎丞） | 「WONDERLAND」                                                              | ゲーム『大正×対称アリス』関連曲                                                           |
| 6月1日   | ハピネスYOU&ME                                                                                    | 海棠4兄弟 | 「ハピネスYOU&ME」                                                          | テレビアニメ『SUPER LOVERS』エンディングテーマ                                            |
| 6月1日   | ハピネスYOU&ME                                                                                    | 海棠亜樹（松岡禎丞）、海棠蒔麻（寺島拓篤） | 「ハピネスYOU&ME」                                                          | テレビアニメ『SUPER LOVERS』エンディングテーマ                                            |
| 6月22日  | ハレルヤ！Shinin'Days                                                                             | 羽柴夏樹（松岡禎丞）、松永智也（江口拓也）、片倉恵一（島﨑信長）、直江剛（内山昂輝） | 「ハレルヤ！Shinin'Days」                                                   | テレビアニメ『虹色デイズ』エンディングテーマ                                              |
| 7月27日  | SUPER LOVERS ミュージック・アルバム featuring Ren and Haru                                        | 海棠零（皆川純子）、海棠亜樹（松岡禎丞） | 「ハピネスYOU&ME」                                                          | テレビアニメ『SUPER LOVERS』エンディングテーマ                                            |
| 7月27日  | SUPER LOVERS ミュージック・アルバム featuring Aki and Shima                                       | 海棠晴（前野智昭）、海棠亜樹（松岡禎丞） | 「ハピネスYOU&ME」                                                          | テレビアニメ『SUPER LOVERS』エンディングテーマ                                            |
| 7月27日  | SUPER LOVERS ミュージック・アルバム featuring Aki and Shima                                       | 海棠亜樹（松岡禎丞） | 「ハピネスYOU&ME」                                                          | テレビアニメ『SUPER LOVERS』エンディングテーマ                                            |
| 7月27日  | SUPER LOVERS ミュージック・アルバム featuring Aki and Shima                                       | 「territory game」 | テレビアニメ『SUPER LOVERS』関連曲                                          |                                                                                           |
| 7月27日  | スタミュ OVA 第1巻 特典CD                                                                         | team柊 | 「C☆ngratulations!（本編サイズ）」                                          | OVA『スタミュ』エンディングテーマ                                                         |
| 8月3日   | EVERLASTING DAYS                                                                                  | 聖蹟高校サッカー部 | 「EVERLASTING DAYS」                                                        | テレビアニメ『DAYS』エンディングテーマ                                                    |
| 8月24日  | アイ★チュウ creation 03.ArS                                                                       | ArS | 「We are I★CHU!」 「Here we go!!」                                          | ゲーム『アイ★チュウ』関連曲                                                               |
| 9月7日   | ENJOYMENT                                                                                         | 風間陣（松岡禎丞） | 「ENJOYMENT」 「EVERLASTING DAYS」                                          | テレビアニメ『DAYS』関連曲                                                                |
| 9月21日  | スタミュ OVA 第2巻 特典CD                                                                         | team柊 | 「ユメ・イロ（本編サイズ）」                                                | OVA『スタミュ』オープニングテーマ                                                         |
| 10月5日  | THE IDOLM@STER SideM 2nd ANNIVERSARY DISC 03 Jupiter＆W                                           | Jupiter & W | 「カレイド TOURHYTHM」                                                      | ゲーム『アイドルマスター SideM』関連曲                                                    |
| 10月5日  | THE IDOLM@STER SideM 2nd ANNIVERSARY DISC 03 Jupiter＆W                                           | Jupiter | 「GLORIA MOMENT」                                                           | ゲーム『アイドルマスター SideM』関連曲                                                    |
| 11月16日 | DAYSキャラクターソングVol.01〜Vol.05 きゃにめ特典                                                 | 柄本つくし（吉永拓斗）、風間陣（松岡禎丞） | 「EVERLASTING DAYS」                                                        | テレビアニメ『DAYS』関連曲                                                                |
| 11月23日 | Prince×Prince                                                                                     | From4to7 | 「Prince×Prince」                                                           | テレビアニメ『私がモテてどうすんだ』オープニングテーマ                                    |
| 11月23日 | Prince×Prince                                                                                     | 四ノ宮隼人（松岡禎丞）、六見遊馬（島﨑信長） | 「未来へのエール」                                                          | テレビアニメ『私がモテてどうすんだ』関連曲                                                |
| 2017年   |                                                                                                   | |                                                                             |                                                                                           |
| 2月1日   | Beyond The Dream                                                                                  | 315プロダクション所属アイドル | 「Beyond The Dream」                                                        | ゲーム『アイドルマスター SideM』テーマソング                                              |
| 2月1日   | Beyond The Dream                                                                                  | 315プロダクション所属アイドル（メンタル） | 「Beyond The Dream」                                                        | ゲーム『アイドルマスター SideM』テーマソング                                              |
| 2月8日   | ギュンとラブソング                                                                                | 海棠4兄弟 | 「ギュンとラブソング」 「ギュンとラブソング（Another Ver.）」               | テレビアニメ『SUPER LOVERS 2』エンディングテーマ                                          |
| 2月8日   | ギュンとラブソング                                                                                | 海棠亜樹（松岡禎丞）、海棠蒔麻（寺島拓篤） | 「ギュンとラブソング」                                                      | テレビアニメ『SUPER LOVERS 2』エンディングテーマ                                          |
| 2月10日  | THE IDOLM@STER SideM 2nd ANNIVERSARY SOLO COLLECTION                                              | 御手洗翔太（松岡禎丞） | 「GLORIA MOMENT」                                                           | ゲーム『アイドルマスター SideM』関連曲                                                    |
| 3月1日   | 夢王国と眠れる100人の王子様 音100シリーズ 〜Vol.3 不思議の国2〜                                   | チェシャ猫（山下大輝）、マーチア（柿原徹也）、クロノ（松岡禎丞）、ドーマウス（川辺俊介） | 「Welcome to wonderland」                                                   | ゲーム『夢王国と眠れる100人の王子様』関連曲                                               |
| 3月22日  | glace                                                                                             | ArS | 「ベリーベリー愛しい人」 「Star light trip」                                | ゲーム『アイ★チュウ』関連曲                                                               |
| 3月22日  | glace                                                                                             | F∞F、POP'N STAR、ArS、RE:BERSERK、Twinkle Bell、Lancelot、I♥B、天上天下 | 「We are I★CHU! -Special Version-」                                         | ゲーム『アイ★チュウ』関連曲                                                               |
| 4月12日  | ☆2nd SHOW TIME 2☆アンシエント＆team柊                                                             | team柊 | 「カメレオン・スター！」                                                    | テレビアニメ『スタミュ』第2期挿入歌                                                       |
| 4月26日  | ☆2nd SHOW TIME 4☆星谷×那雪×天花寺×空閑×卯川×虎石＆虎石×北原                                       | 星谷悠太（花江夏樹）、那雪透（小野賢章）、天花寺翔（細谷佳正）、空閑愁（前野智昭）、卯川晶（松岡禎丞）、虎石和泉（KENN） | 「花道 ∞ Go All Out!!」                                                     | テレビアニメ『スタミュ』第2期挿入歌                                                       |
| 5月24日  | TVアニメ「弱虫ペダル NEW GENERATION」キャラクターソング Vol.3 「手嶋純太&青八木一」               | 手嶋純太（岸尾だいすけ）、青八木一（松岡禎丞） | 「Own Way」 「二つの足跡」                                                  | テレビアニメ『弱虫ペダル NEW GENERATION』関連曲                                           |
| 5月31日  | ☆2nd SHOW TIME 9☆那雪×卯川＆星谷×那雪                                                             | 那雪透（小野賢章）、卯川晶（松岡禎丞） | 「ユメツボミ」                                                              | テレビアニメ『スタミュ』第2期挿入歌                                                       |
| 6月7日   | 魔法科高校の劣等生 ソングブック                                                                   | 一条将輝（松岡禎丞）、吉祥寺真紅郎（村瀬歩） | 「情熱BLAZE AWAY」                                                          | テレビアニメ『魔法科高校の劣等生』関連曲                                                  |
| 6月14日  | ☆2nd SHOW TIME 11☆team鳳＆team柊                                                                  | team柊 | 「Starship Runway」                                                         | テレビアニメ『スタミュ』第2期関連曲                                                       |
| 6月21日  | ☆2nd SHOW TIME 12☆team鳳＆team柊＆揚羽×蜂矢×北原×南條＆オールキャスト                             | team柊 | 「Gift」                                                                    | テレビアニメ『スタミュ』第2期関連曲                                                       |
| 6月21日  | ☆2nd SHOW TIME 12☆team鳳＆team柊＆揚羽×蜂矢×北原×南條＆オールキャスト                             | オールキャスト | 「Gift 〜カーテンコール〜」                                                 | テレビアニメ『スタミュ』第2期挿入歌                                                       |
| 6月21日  | アイ★チュウ 〜シャッフルユニットミニアルバム〜                                                    | Warlock | 「Victim Collection〜極上の生贄たちへ〜」                                   | ゲーム『アイ★チュウ』関連曲                                                               |
| 6月21日  | SUPER LOVERS 2 キャラクターソングアルバム My Precious                                             | 海棠亜樹（松岡禎丞） | 「Judgement」                                                               | テレビアニメ『SUPER LOVERS 2』関連曲                                                      |
| 6月21日  | SUPER LOVERS 2 キャラクターソングアルバム My Precious                                             | 海棠亜樹（松岡禎丞） | 「ギュンとラブソング」                                                      | テレビアニメ『SUPER LOVERS 2』エンディングテーマ                                          |
| 6月21日  | TVアニメ「弱虫ペダル NEW GENERATION」キャラクターソング Vol.5 「青八木一&鏑木一差」               | 青八木一（松岡禎丞）、鏑木一差（下野紘） | 「Lead to doing」                                                           | テレビアニメ『弱虫ペダル NEW GENERATION』関連曲                                           |
| 6月21日  | TVアニメ「弱虫ペダル NEW GENERATION」キャラクターソング Vol.5 「青八木一&鏑木一差」               | 青八木一（松岡禎丞） | 「Silent Blaze」                                                            | テレビアニメ『弱虫ペダル NEW GENERATION』関連曲                                           |
| 7月26日  | 言祝ノ花                                                                                          | 高杉晋作（KENN）、森蘭丸（蒼井翔太）、夏目漱石（小野賢章）、聖徳太子（松岡禎丞）、徳川綱吉（小野友樹） | 「言祝ノ花」                                                                | ゲーム『茜さすセカイでキミと詠う』主題歌                                                  |
| 8月23日  | TRUE LOVE                                                                                         | 大柴康介（前野智昭）、勢多川正広（増田俊樹）、支倉麻也（立花慎之介）、大柴健介（松岡禎丞） | 「TRUE LOVE」                                                               | テレビアニメ『ひとりじめマイヒーロー』エンディングテーマ                                  |
| 8月23日  | TRUE LOVE                                                                                         | 大柴健介（松岡禎丞） | 「TRUE LOVE」                                                               | テレビアニメ『ひとりじめマイヒーロー』エンディングテーマ                                  |
| 8月23日  | NOT ONLY FRIEND, BUT ONLY LOVE                                                                    | 支倉麻也（立花慎之介）、大柴健介（松岡禎丞） | 「TRUE LOVE」                                                               | テレビアニメ『ひとりじめマイヒーロー』エンディングテーマ                                  |
| 8月23日  | NOT ONLY FRIEND, BUT ONLY LOVE                                                                    | 支倉麻也（立花慎之介）、大柴健介（松岡禎丞） | 「NOT ONLY FRIEND, BUT ONLY LOVE」                                          | テレビアニメ『ひとりじめマイヒーロー』関連曲                                              |
| 8月23日  | NOT ONLY FRIEND, BUT ONLY LOVE                                                                    | 大柴健介（松岡禎丞） | 「NOT ONLY FRIEND, BUT ONLY LOVE」                                          | テレビアニメ『ひとりじめマイヒーロー』関連曲                                              |
| 9月6日   | THE IDOLM@STER SideM ORIGIN@L PIECES 07                                                           | 御手洗翔太（松岡禎丞） | 「BACK FLIP☆EMOTION」                                                       | ゲーム『アイドルマスター SideM』関連曲                                                    |
| 11月15日 | THE IDOLM@STER SideM ANIMATION PROJECT 01「Reason‼」                                              | 315 STARS（DRAMATIC STARS、Beit、S.E.M、High×Joker、W、Jupiter） | 「Reason‼」                                                                 | テレビアニメ『アイドルマスター SideM』オープニングテーマ                                  |
| 11月15日 | THE IDOLM@STER SideM ANIMATION PROJECT 01「Reason‼」                                              | DRAMATIC STARS、S.E.M、Jupiter | 「流星PARADE」                                                              | テレビアニメ『アイドルマスター SideM』エンディングテーマ                                  |
| 11月22日 | THE IDOLM@STER Prologue SideM -Episode of Jupiter- BD・DVD 特典CD「Jupiter's Trajectory」         | Jupiter | 「DIVE to GRAVITATION」 「Alice or Guilty –Indies Live Arrange-」           | テレビアニメ『アイドルマスター SideM』関連曲                                              |
| 12月3日  | 冴えない彼女の育てかたFES♭ 公式パンフレット特典CD                                                 | 安芸倫也（松岡禎丞） | 「LOVE iLLUSiON」                                                           | テレビアニメ『冴えない彼女の育てかた♭』関連曲                                             |
| 2018年   |                                                                                                   | |                                                                             |                                                                                           |
| 1月17日  | THE IDOLM@STER SideM ANIMATION PROJECT 05「Over AGAIN」                                           | Jupiter | 「Over AGAIN」                                                              | テレビアニメ『アイドルマスター SideM』エンディングテーマ                                  |
| 1月17日  | THE IDOLM@STER SideM ANIMATION PROJECT 05「Over AGAIN」                                           | Jupiter | 「Reason!!」                                                                | テレビアニメ『アイドルマスター SideM』関連曲                                              |
| 1月31日  | THE IDOLM@STER SideM ANIMATION PROJECT 08「GLORIOUS RO@D」                                        | 315 STARS（DRAMATIC STARS、Beit、S.E.M、High×Joker、Jupiter） | 「Beyond The Dream（第2話 Ver）」                                           | テレビアニメ『アイドルマスター SideM』エンディングテーマ                                  |
| 1月31日  | THE IDOLM@STER SideM ANIMATION PROJECT 08「GLORIOUS RO@D」                                        | 315 STARS（DRAMATIC STARS、Beit、S.E.M、High×Joker、W、Jupiter） | 「DRIVE A LIVE（第13話 Ver）」                                              | テレビアニメ『アイドルマスター SideM』エンディングテーマ                                  |
| 1月31日  | THE IDOLM@STER SideM ANIMATION PROJECT 08「GLORIOUS RO@D」                                        | 315 STARS（DRAMATIC STARS、Beit、S.E.M、High×Joker、W、Jupiter） | 「GLORIOUS RO@D」                                                           | テレビアニメ『アイドルマスター SideM』挿入歌                                              |
| 2月14日  | クラシカロイド MUSIK Collection Vol.5                                                             | ワーグナー（松岡禎丞） | 「make the revolution 〜ワルキューレの騎行より〜」                          | テレビアニメ『クラシカロイド』第2シリーズ挿入歌 / エンディングテーマ                      |
| 2月14日  | Carry the Hope                                                                                    | THE HIGH CADENCE | 「Carry the Hope」                                                          | テレビアニメ『弱虫ペダル GLORY LINE』エンディングテーマ                                   |
| 2月14日  | Carry the Hope                                                                                    | 青八木一（松岡禎丞） | 「Carry the Hope」                                                          | テレビアニメ『弱虫ペダル GLORY LINE』関連曲                                               |
| 2月23日  | ひとりじめマイヒーロー ひとりじめソングコレクション                                               | 支倉麻也（立花慎之介）、大柴健介（松岡禎丞） | 「ハートシグナル」                                                          | テレビアニメ『ひとりじめマイヒーロー』関連曲                                              |
| 2月28日  | アイドルマスター SideM BD・DVD第3巻特典CD 315 St@rry Collaboration 03 〜S.E.M&Jupiter〜           | S.E.M & Jupiter | 「Secret!Playful!Drive!」                                                   | テレビアニメ『アイドルマスター SideM』関連曲                                              |
| 2月28日  | アイドルマスター SideM BD・DVD第3巻特典CD 315 St@rry Collaboration 03 〜S.E.M&Jupiter〜           | Jupiter | 「スマイル・エンゲージ」                                                    | テレビアニメ『アイドルマスター SideM』関連曲                                              |
| 4月4日   | fleur                                                                                             | ArS | 「ゲイジュツ戦隊アルスレンジャー」                                          | ゲーム『アイ★チュウ』関連曲                                                               |
| 4月18日  | 我ら気高きエーデルシュタイン!!                                                                    | 地球征服部ES | 「我ら気高きエーデルシュタイン!!」                                          | テレビアニメ『美男高校地球防衛部HAPPY KISS!』エンディングテーマ                           |
| 4月18日  | 我ら気高きエーデルシュタイン!!                                                                    | 地球征服部ES | 「オーレイ！ノブレス・オブリージュ」                                        | テレビアニメ『美男高校地球防衛部HAPPY KISS!』関連曲                                       |
| 5月16日  | キャラクターソングCD2エーデルシュタインSONGS〜Die Verwandlung！〜                                 | 白骨マーサ（松岡禎丞） | 「喰らえ！デブレバター!!」                                                  | テレビアニメ『美男高校地球防衛部HAPPY KISS!』関連曲                                       |
| 5月23日  | 弱虫ペダル GLORY LINE Blu-ray&DVDBOX Vol.1 特典CD                                                 | THE HIGH CADENCE | 「総北高校 校歌」                                                           | テレビアニメ『弱虫ペダル GLORY LINE』関連曲                                               |
| 5月25日  | SHOOT THE STARS                                                                                   | Nacht | 「SHOOT THE STARS」                                                         | ゲーム『魔王さまをプロデュース!〜七つの大罪 for GIRLS〜』主題歌                           |
| 6月20日  | キャラクターソングCD③デュエットSONGS〜Happy＆Turn！〜                                             | 白骨マーサ（松岡禎丞）、白骨孫左衛門（松岡禎丞） | 「ドタ！バタ！ブタ！バター！ 〜マーサvs 孫左衛門〜」                        | テレビアニメ『美男高校地球防衛部HAPPY KISS!』関連曲                                       |
| 10月3日  | THE IDOLM@STER SideM WORLD TRE@SURE 04                                                            | 御手洗翔太（松岡禎丞）、渡辺みのり（高塚智人）、大河タケル（寺島惇太）、兜大吾（浦尾岳大） | 「千客万来ニーハオサァカス！」 「MEET THE WORLD!」                          | ゲーム『アイドルマスター SideM LIVE ON ST@GE!』関連曲                                     |
| 11月21日 | 美男高校地球防衛部HAPPY KISS！ BD&DVD第6巻 きゃにめ特典スペシャルCD⑥                              | 白骨マーサ（松岡禎丞） | 「我ら気高きエーデルシュタイン!!」                                          | テレビアニメ『美男高校地球防衛部HAPPY KISS!』関連曲                                       |
| 11月28日 | 千銃士 絶対高貴ソングシリーズ Noble Bullet 09 奇銃グループ                                        | カトラリー（松岡禎丞） | 「月影のラストルス」                                                        | ゲーム『千銃士』関連曲                                                                    |
| 12月5日  | THE IDOLM@STER SideM WakeMini! MUSIC COLLECTION 02                                                | 315 STARS（メンタル Ver.） | 「Friendly Smile」                                                          | テレビアニメ『アイドルマスター SideM 理由あってMini!』エンディングテーマ                  |
| 12月14日 | -                                                                                                 | 宮村伊澄（松岡禎丞） | 「向日葵」                                                                  | OVA『堀さんと宮村くん』エンディングテーマ                                                 |
| 12月26日 | Free!-Dive to the Future- キャラクターソングミニアルバム Vol.2 Close Up Memories                  | 早船ロミオ（阿部敦）、石動静流（松岡禎丞）、国木田歩（広橋涼） | 「Iwatobi Stream」                                                          | テレビアニメ『Free!-Dive to the Future-』関連曲                                           |
| 2019年   |                                                                                                   | |                                                                             |                                                                                           |
| 1月30日  | ソードアート・オンライン アリシゼーション BD&DVD第1巻 特典CD「Symphonic Alicization Orchestra#1」 | キリト（松岡禎丞）、ユージオ（島﨑信長）、アリス（茅野愛衣） | 「Beginning the destiny」                                                   | テレビアニメ『ソードアート・オンライン アリシゼーション』関連曲                           |
| 1月30日  | ベルゼブブ嬢のお気に召すまま。 BD・DVD第2巻特典CD                                                 | ミュリン（安田陸矢）、アスタロト（松岡禎丞） | 「結論は超天使」                                                            | テレビアニメ『ベルゼブブ嬢のお気に召すまま。』関連曲                                      |
| 3月6日   | 君と僕と世界のほとり Phrase3 片思い卒業式                                                         | 船津謡太（古川慎）、佐野椿⽣（松岡禎丞） | 「ロスト・フェアリーワールド」 「同じ空が呼んでる」                         | BLCD『君と僕と世界のほとり』関連曲                                                        |
| 3月15日  | THE IDOLM@STER SideM WakeMini! SOLO COLLECTION 02 MENTAL Ver.                                     | 御手洗翔太（松岡禎丞） | 「Friendly Smile」                                                          | テレビアニメ『アイドルマスター SideM 理由あってMini!』関連曲                              |
| 3月20日  | アイ★チュウ BEST ALBUM アイ盤                                                                     | ArS | 「なんてったってNo.1」                                                      | ゲーム『アイ★チュウ』関連曲                                                               |
| 5月10日  | THE IDOLM@STER SideM 4th ANNIVERSARY DISC「LIVE in your SMILE / DREAM JOURNEY」                   | DRAMATIC STARS、Jupiter、Beit、High×Joker、Café Parade、もふもふえん、F-LAGS | 「DREAM JOURNEY」                                                           | ゲーム『アイドルマスター SideM』関連曲                                                    |
| 5月29日  | ベルゼブブ嬢のお気に召すまま。 BD・DVD第6巻特典CD                                                 | ミュリン（安田陸矢）、アザゼル（日野聡）、アスタロト（松岡禎丞） | 「ゆるっとふわっとエブリディ」                                              | テレビアニメ『ベルゼブブ嬢のお気に召すまま。』関連曲                                      |
| 6月26日  | ソードアート・オンライン アリシゼーション BD・DVD第6巻特典CD                                      | アリス（茅野愛衣）、キリト（松岡禎丞） | 「Rising in revolt」                                                        | テレビアニメ『ソードアート・オンライン アリシゼーション』関連曲                           |
| 8月7日   | ☆3rd SHOW TIME 6☆ team鳳×team柊×team楪×team漣&那雪シスターズ                                      | team鳳、team柊、team楪、team漣 | 「Magic Time Maker」                                                        | テレビアニメ『スタミュ』第3期挿入歌                                                       |
| 8月9日   | メクルメク修羅道                                                                                  | 佐々木小次郎（花江夏樹）、宝蔵院胤舜（狩野翔）、柳生十兵衛（松岡禎丞） | 「メクルメク修羅道」                                                        | ゲーム『乙女剣武蔵』主題歌                                                                |
| 8月28日  | ソードアート・オンライン アリシゼーション BD・DVD第8巻特典CD                                      | キリト（松岡禎丞）、ユージオ（島﨑信長）、アリス（茅野愛衣） | 「Blazing the future」                                                      | テレビアニメ『ソードアート・オンライン アリシゼーション』関連曲                           |
| 8月28日  | ☆3rd SHOW TIME 9☆ team柊&申渡×虎石                                                                | team柊 | 「GLORY+HOLLY+STORY」                                                       | テレビアニメ『スタミュ』第3期挿入歌                                                       |
| 9月18日  | ☆3rd SHOW TIME 12☆ team辰己&team星谷&team2年生                                                    | team辰己 | 「MASTERPIECE」                                                             | テレビアニメ『スタミュ』第3期挿入歌                                                       |
| 9月18日  | ☆3rd SHOW TIME 12☆ team辰己&team星谷&team2年生                                                    | 星谷悠太（花江夏樹）、那雪透（小野賢章）、月皇海斗（ランズベリー・アーサー）、天花寺翔（細谷佳正）、空閑愁（前野智昭）、辰己琉唯（岡本信彦）、申渡栄吾（内田雄馬）、戌峰誠士郎（興津和幸）、虎石和泉（KENN）、卯川晶（松岡禎丞）、揚羽陸（島﨑信長）、蜂矢聡（高梨謙吾）、北原廉（梅原裕一郎）、南條聖（武内駿輔） | 「我ら、綾薙学園華桜会〜NEXT STAGE〜」                                      | テレビアニメ『スタミュ』第3期エンディングテーマ                                           |
| 9月25日  | 冴えない彼女の育てかた ギャルゲーカバーソングコレクション                                         | 安芸倫也（松岡禎丞） | 「未来への咆哮」                                                            | テレビアニメ『冴えない彼女の育てかた』関連曲                                              |
| 10月30日 | キミだけにモテたいんだ。                                                                          | 小田原城星高校モテメン部 | 「ハイスクールプリンセス」                                                  | 劇場アニメ『キミだけにモテたいんだ。』主題歌                                              |
| 11月9日  | 乙女剣武蔵 オリジナルサウンドトラック「響キユク剣戟」                                             | 柳生十兵衛（松岡禎丞） | 「メクルメク修羅道」                                                        | ゲーム『乙女剣武蔵』関連曲                                                                |
| 11月27日 | CharadeManiacs キャラクターソング＆ドラマ Vol.1                                                   | 凝部ソウタ（松岡禎丞） | 「アドレセンス」                                                            | ゲーム『CharadeManiacs』関連曲                                                            |
| 12月18日 | THE IDOLM@STER SideM 5th ANNIVERSARY DISC 01 PRIDE STAR                                           | 315 ALLSTARS | 「PRIDE STAR」 「DRIVE A LIVE」 「Reason!!」 「GLORIOUS RO@D」              | ゲーム『アイドルマスター SideM』関連曲                                                    |
| 2020年   |                                                                                                   | |                                                                             |                                                                                           |
| 1月15日  | 好きすぎてやばい。〜告白実行委員会キャラクターソング集〜                                          | HoneyWorks feat. 山本幸大（松岡禎丞） | 「レンズ越しの景色」                                                        | 『告白実行委員会〜恋愛シリーズ〜』関連曲                                                  |
| 3月6日   | THE IDOLM@STER SideM 5th ANNIVERSARY UNIT COLLECTION -PRIDE STAR-                                 | Jupiter | 「PRIDE STAR」                                                              | ゲーム『アイドルマスター SideM』関連曲                                                    |
| 8月5日   | THE IDOLM@STER SideM 5th ANNIVERSARY DISC 06 Jupiter&Beit&THE 虎牙道                              | Jupiter | 「運命光年」                                                                | ゲーム『アイドルマスター SideM』関連曲                                                    |
| 8月5日   | THE IDOLM@STER SideM 5th ANNIVERSARY DISC 06 Jupiter&Beit&THE 虎牙道                              | Jupiter、Beit、THE 虎牙道 | 「いつかのトライアングル」                                                  | ゲーム『アイドルマスター SideM』関連曲                                                    |
| 8月26日  | THE IDOLM@STER SideM 5th ANNIVERSARY SOLO COLLECTION 05                                           | 御手洗翔太（松岡禎丞） | 「運命光年」                                                                | ゲーム『アイドルマスター SideM』関連曲                                                    |
| 8月26日  | Wake Up H×ERO! feat.炎城烈人                                                                      | HXEROS SYNDROMES feat.炎城烈人（松岡禎丞） | 「Wake Up H×ERO!」                                                          | テレビアニメ『ド級編隊エグゼロス』オープニングテーマ                                      |
| 8月26日  | Wake Up H×ERO! feat.炎城烈人                                                                      | HXEROS SYNDROMES feat.炎城烈人（松岡禎丞） | 「ʘcean」                                                                   | テレビアニメ『ド級編隊エグゼロス』関連曲                                                  |
| 10月14日 | ソードアート・オンライン アリシゼーション War of Underworld BD・DVD第6巻特典CD                    | キリト（松岡禎丞）、アスナ（戸松遥）、リーファ（竹達彩奈）、シノン（沢城みゆき）、ユージオ（島﨑信長） | 「Recovering the couragey」                                                 | テレビアニメ『ソードアート・オンライン アリシゼーション War of Underworld』関連曲         |
| 10月28日 | 快眠!安眠!スヤリスト生活                                                                          | 魔王タソガレ（松岡禎丞）、勇者アカツキ（下野紘） | 「ナイトウィルカム」                                                        | テレビアニメ『魔王城でおやすみ』関連曲                                                    |
| 11月4日  | THE IDOLM@STER SideM NEW STAGE EPISODE:03 Jupiter                                                 | Jupiter | 「Radiant Letter」 「NEXT STAGE!」                                          | ゲーム『アイドルマスター SideM』関連曲                                                    |
| 11月11日 | ソードアート・オンライン アリシゼーション War of Underworld BD・DVD第7巻特典CD                    | キリト（松岡禎丞）、アスナ（戸松遥） | 「Defeating the greed」                                                     | テレビアニメ『ソードアート・オンライン アリシゼーション War of Underworld』関連曲         |
| 12月8日  | ソードアート・オンライン アリシゼーション War of Underworld BD・DVD第8巻特典CD                    | キリト（松岡禎丞）、アスナ（戸松遥）、リーファ（竹達彩奈）、シノン（沢城みゆき）、アリス（茅野愛衣）、ユージオ（島﨑信長） | 「Shining in the worlds」                                                   | テレビアニメ『ソードアート・オンライン アリシゼーション War of Underworld』関連曲         |
| 12月23日 | OUVERTURE                                                                                         | ArS | 「Dance All Right!!!」                                                      | ゲーム『アイ★チュウ Étoile Stage』関連曲                                                  |
| 2021年   |                                                                                                   | |                                                                             |                                                                                           |
| 2月7日   | THE IDOLM@STER SideM UNIT COLLECTION -MEET THE WORLD!-                                            | 315 ALLSTARS | 「MEET THE WORLD!」                                                         | ゲーム『アイドルマスター SideM』関連曲                                                    |
| 2月7日   | THE IDOLM@STER SideM UNIT COLLECTION -MEET THE WORLD!-                                            | Jupiter | 「MEET THE WORLD!」                                                         | ゲーム『アイドルマスター SideM』関連曲                                                    |
| 2月10日  | 劇場版「美少女戦士セーラームーンEternal」 キャラクターソング集 Eternal Collection                 | スーパーセーラーちびムーン（福圓美里）、エリオス（松岡禎丞） | 「夢色の初恋」                                                              | 劇場アニメ『劇場版 美少女戦士セーラームーンEternal』関連曲                                |
| 2月24日  | 一番星                                                                                            | アイチュウ | 「一番星の歌〜未来のレジェンド伝説〜」                                      | テレビアニメ『アイ★チュウ』オープニングテーマ                                             |
| 6月23日  | TOKYO                                                                                             | HXEROS SYNDROMES feat.炎城烈人（松岡禎丞） | 「Wake Up H×ERO! -TOKYO Edition-」                                          | テレビアニメ『ド級編隊エグゼロス』関連曲                                                  |
| 9月15日  | 東京リベンジャーズ EP02                                                                           | 三ツ谷隆（松岡禎丞） | 「Blue Fire」                                                               | テレビアニメ『東京リベンジャーズ』関連曲                                                  |
| 9月29日  | THE IDOLM@STER SideM GROWING SIGN@L 01 Growing Smiles!                                            | 315 ALLSTARS | 「Growing Smiles!」 「DRIVE A LIVE」 「Beyond The Dream」 「NEXT STAGE!」   | ゲーム『アイドルマスター SideM GROWING STARS』関連曲                                      |
| 9月29日  | 幼なじみが絶対に負けないラブコメ BD・DVD第3巻特典CD                                               | 丸末晴（松岡禎丞）、阿部充（寺島拓篤） | 「チャイルド・スター（告白祭 ver.）」                                       | テレビアニメ『幼なじみが絶対に負けないラブコメ』挿入歌                                    |
| 11月24日 | メギド72 -MUSIC COLLECTION-                                                                       | プロメテウス（西田望見）、ジズ（内田彩）、ベヒモス（松岡禎丞） | 「みんなで一緒に」                                                          | ゲーム『メギド72』関連曲                                                                  |
| 2022年   |                                                                                                   | |                                                                             |                                                                                           |
| 1月8日   | THE IDOLM@STER SideM UNIT COLLECTION -Growing Smiles!-                                            | Jupiter | 「Growing Smiles!」                                                         | ゲーム『アイドルマスター SideM GROWING STARS』関連曲                                      |
| 2月23日  | NOCTURNE                                                                                          | ArS | 「ユメキャンバス」                                                          | ゲーム『アイ★チュウ Étoile Stage』関連曲                                                  |
| 2月23日  | 佐々木と宮野 キャラクターソングシングル                                                           | 平野大河（松岡禎丞）、鍵浦昭（島﨑信長） | 「青いピアス」                                                              | テレビアニメ『佐々木と宮野』関連曲                                                        |
| 3月12日  | THE IDOLM@STER SideM PASSION@TE FORMATION -MENTAL-                                                | 315 STARS（メンタルVer.） | 「リトルハピネス」                                                          | ゲーム『アイドルマスター SideM GROWING STARS』関連曲                                      |
| 3月12日  | THE IDOLM@STER SideM PASSION@TE FORMATION -MENTAL-                                                | 御手洗翔太（松岡禎丞） | 「リトルハピネス」                                                          | ゲーム『アイドルマスター SideM GROWING STARS』関連曲                                      |
| 10月5日  | THE IDOLM@STER SideM GROWING SIGN@L 12 Jupiter                                                    | Jupiter | 「Inner Dignity」 「Before long, DELIGHT」                                  | ゲーム『アイドルマスター SideM GROWING STARS』関連曲                                      |
| 11月23日 | THE IDOLM@STER SideM 49 ELEMENTS 05 Jupiter                                                       | Jupiter | 「SPACY PARADISE」                                                          | ゲーム『アイドルマスター SideM GROWING STARS』関連曲                                      |
| 11月23日 | THE IDOLM@STER SideM 49 ELEMENTS 05 Jupiter                                                       | 御手洗翔太（松岡禎丞） | 「GREETING CHARM」                                                          | ゲーム『アイドルマスター SideM GROWING STARS』関連曲                                      |
| 12月3日  | THE IDOLM@STER SideM GROWING SIGN@L SOLO COLLECTION 02                                            | 御手洗翔太（松岡禎丞） | 「Inner Dignity」                                                           | ゲーム『アイドルマスター SideM GROWING STARS』関連曲                                      |
| 12月14日 | 『ブルーロック』キャラクターソングミニアルバム vol.1                                              | TEAM Z | 「The Last One」                                                            | テレビアニメ『ブルーロック』関連曲                                                        |
| 12月14日 | 『ブルーロック』キャラクターソングミニアルバム vol.1                                              | 潔世一（浦和希）、久遠渉（中澤まさとも）、雷市陣吾（松岡禎丞）、今村遊大（千葉翔也）、伊右衛門送人（綿貫竜之介） | 「Monsters」                                                                | テレビアニメ『ブルーロック』関連曲                                                        |
| 12月21日 | THE IDOLM@STER SideM GROWING SIGN@L 15 Take a StuMp!                                              | 315 ALLSTARS | 「Take a StuMp!」                                                           | ゲーム『アイドルマスター SideM GROWING STARS』関連曲                                      |
| 2023年   |                                                                                                   | |                                                                             |                                                                                           |
| 1月25日  | トモちゃんは女の子! BD・DVD第1巻特典CD                                                            | 久保田淳一郎（石川界人）、御崎光助（天﨑滉平）、田辺達巳（松岡禎丞） | 「Jiribaki_love」                                                           | テレビアニメ『トモちゃんは女の子!』関連曲                                                 |
| 2月11日  | THE IDOLM@STER SideM UNIT COLLECTION -Take a StuMp!–                                              | Jupiter | 「Take a StuMp!」                                                           | ゲーム『アイドルマスター SideM GROWING STARS』関連曲                                      |
| 3月15日  | ねぇ、好きって痛いよ。〜告白実行委員会キャラクターソング集〜                                      | HoneyWorks feat. 山本幸大（松岡禎丞） | 「好きだった人に似てる後輩」                                                | 『告白実行委員会〜恋愛シリーズ〜』関連曲                                                  |
| 3月29日  | The WORLD is Mine                                                                                 | HXEROS SYNDROMES feat.炎城烈人（松岡禎丞） | 「ʘcean -WORLD Edition-」                                                   | テレビアニメ『ド級編隊エグゼロス』関連曲                                                  |
| 5月24日  | 劇場版 ソードアート・オンライン -プログレッシブ- 冥き夕闇のスケルツォ BD・DVD特典CD               | アスナ（戸松遥）、キリト（松岡禎丞）、ミト（水瀬いのり）、アルゴ（井澤詩織） | 「Theory」                                                                  | 劇場アニメ『劇場版 ソードアート・オンライン -プログレッシブ- 冥き夕闇のスケルツォ』関連曲 |
| 5月24日  | トモちゃんは女の子! BD・DVD第5巻特典CD                                                            | 群堂みすず（日高里菜）、田辺達巳（松岡禎丞） | 「CITY POPSの空回り」                                                       | テレビアニメ『トモちゃんは女の子!』関連曲                                                 |
| 10月28日 | THE IDOLM@STER SideM 8th STAGE THEME SONG「Hands & Claps!」                                       | 315 ALLSTARS | 「Hands & Claps!」                                                          | ライブイベント『THE IDOLM@STER SideM 8th STAGE 〜ALL H@NDS TOGETHER〜』テーマソング       |
| 10月28日 | THE IDOLM@STER SideM 8th STAGE THEME SONG「Hands & Claps!」                                       | 315 STARS（メンタルVer.） | 「Hands & Claps!」                                                          | ライブイベント『THE IDOLM@STER SideM 8th STAGE 〜ALL H@NDS TOGETHER〜』テーマソング       |
| 2024年   |                                                                                                   | |                                                                             |                                                                                           |
| 2月10日  | THE IDOLM@STER SideM UNIT COLLECTION -Hands & Claps!-                                             | Jupiter | 「Hands & Claps!」                                                          | 『アイドルマスター SideM』関連曲                                                          |
| 2月28日  | THE IDOLM@STER SideM CIRCLE OF DELIGHT 06 Jupiter                                                 | Jupiter | 「BRIGHTEST AWAKING」 「STAY TUNED ORBIT」                                  | 『アイドルマスター SideM』関連曲                                                          |
| 5月31日  | THE IDOLM@STER SideM 銚子電気鉄道100周年記念テーマソング「かざぐるま 〜Windy Road〜」             | Jupiter | 「かざぐるま 〜Windy Road〜」                                               | 「銚子電気鉄道」100周年記念テーマソング                                                   |
| 5月31日  | THE IDOLM@STER SideM 銚子電気鉄道100周年記念テーマソング「かざぐるま 〜Windy Road〜」             | 御手洗翔太（松岡禎丞） | 「かざぐるま 〜Windy Road〜」                                               | 「銚子電気鉄道」100周年記念テーマソング                                                   |
| 7月13日  | THE IDOLM@STER SideM 9th STAGE THEME SONG「Gather Round!」                                        | 315 ALLSTARS | 「Gather Round!」                                                           | ライブイベント『THE IDOLM@STER SideM 9th STAGE 〜MIR＠-CIRCLE CRESCENDO〜』テーマソング   |
| 7月13日  | THE IDOLM@STER SideM 9th STAGE THEME SONG「Gather Round!」                                        | 315 STARS（メンタルVer.） | 「Gather Round!」                                                           | ライブイベント『THE IDOLM@STER SideM 9th STAGE 〜MIR＠-CIRCLE CRESCENDO〜』テーマソング   |
| 8月7日   | TVアニメ『ブルーロック』キャラクターソングシングルCD Vol.4                                        | 雷市陣吾（松岡禎丞）、我牙丸吟（仲村宗悟）、五十嵐栗夢（市川蒼） | 「スーパーアンリーズナボー」 「BLUE LUCK Ver.04」                           | テレビアニメ『ブルーロック』関連曲                                                        |
| 9月2日   | ブレイクマイケース パーソナルソング・コンピレーション Vol.3                                       | 節見静（松岡禎丞） | 「ERROR」                                                                   | ゲーム『ブレイクマイケース』関連曲                                                        |
| 9月18日  | TVアニメ「五等分の花嫁」5th Anniversary Best Album                                                | 上杉風太郎（松岡禎丞） | 「色褪せない気持ち」                                                        | テレビアニメ『五等分の花嫁』関連曲                                                        |
| 10月23日 | TVアニメ『東京リベンジャーズ』Duet EP 01                                                          | 龍宮寺堅（福西勝也）、三ツ谷隆（松岡禎丞） | 「SCRAMBLE DAYS」                                                           | テレビアニメ『東京リベンジャーズ』関連曲                                                  |
| 10月23日 | TVアニメ『東京リベンジャーズ』Duet EP 01                                                          | 三ツ谷隆（松岡禎丞）、柴八戒（畠中祐） | 「Scars」                                                                   | テレビアニメ『東京リベンジャーズ』関連曲                                                  |
| 11月13日 | THE IDOLM@STER SideM 10th ANNIVERSARY P@SSION 02 Jupiter                                          | Jupiter | 「惑星が瞬いた夜に」 「トロンプルイユ・ダンスホール」                       | 『アイドルマスター SideM』関連曲                                                          |
| 2025年   |                                                                                                   | |                                                                             |                                                                                           |
| 1月23日  | 「My9Swallows TOPSTARS LEAGUE」主題歌・エンディング曲 Maxi Single                                 | マイナインスワローズ | 「Get The Wings」                                                           | ゲーム『My9Swallows TOPSTARS LEAGUE』オープニングテーマ                                   |
| 1月23日  | 「My9Swallows TOPSTARS LEAGUE」主題歌・エンディング曲 Maxi Single                                 | マイナインスワローズ | 「Be One Together」                                                         | ゲーム『My9Swallows TOPSTARS LEAGUE』エンディングテーマ                                   |
| 6月11日  | THE IDOLM@STER SideM 10th ANNIVERSARY P@SSION 17 SUPREME STARS !!!                                | 315 ALLSTARS | 「SUPREME STARS !!!」                                                       | ゲーム『アイドルマスター SideM』関連曲                                                    |
| 6月11日  | THE IDOLM@STER SideM 10th ANNIVERSARY P@SSION 17 SUPREME STARS !!!                                | 315 STARS（メンタルVer.） | 「SUPREME STARS !!!」                                                       | ゲーム『アイドルマスター SideM』関連曲                                                    |

### その他参加作品
| 発売日        | 商品名                                             | 歌                                           | 楽曲                            | 備考 |
| ------------- | -------------------------------------------------- | -------------------------------------------- | ------------------------------- | ---- |
| 2020年12月9日 | VOICE〜声優たちが歌う松田聖子ソング〜 Male Edition | 松岡禎丞                                     | 「夏の扉」 「瞳はダイアモンド」 |      |
| 2020年12月9日 | VOICE〜声優たちが歌う松田聖子ソング〜 Male Edition | 梶裕貴、野島健児、松岡禎丞、古川慎、石川界人 | 「瑠璃色の地球」                |      |

## 書籍

### 雑誌連載
- よし！次の◯◯（2012年1月号 - 2015年1月号、声優グランプリ）